# Union Bordeaux Bègles
Maillots
Actualités
Dernière mise à jour : 23 septembre 2024.
L'Union Bordeaux Bègles abrégé en UBB est un club français de rugby à XV, né de la fusion en 2006 du Stade bordelais université club et du Club athlétique béglais.
Il est basé à Bègles dans la banlieue sud de Bordeaux en Gironde et évolue actuellement en Top 14.
Le club joue à domicile au stade Chaban-Delmas de Bordeaux et son centre d'entraînement se situe au stade André-Moga de Bègles.

## Histoire

### Rivalité entre le Stade bordelais université club et le Club athlétique béglais (1889-2005)
Depuis plusieurs années, l’agglomération de la ville de Bordeaux souffrait de l’absence d’un club phare, ou plutôt de la rivalité historique entre les deux clubs, le Stade bordelais et le Club athlétique Bordeaux Bègles Gironde.
Le Stade bordelais fut un grand du rugby national à la fin du XIXe et au début du XXe siècle (7 titres entre 1899 et 1911, premier club de province sacré champion de France), avant de poursuivre son existence au sein des championnats amateurs.
Le Club athlétique béglais, quant à lui, accéda à l’élite peu avant la Première Guerre mondiale sans plus la quitter (sauf lors de la saison 1986-87) glanant au passage deux titres de Champion de France en 1969 et 1991, et participant à la première Coupe d’Europe en 1995.
Mais le passage au nouveau millénaire fut difficile. Le club fut précipité en Pro D2 à l’issue de la saison 2002-2003, puis en Fédérale 1, pendant que le Stade bordelais, de son côté, prenait le chemin inverse et accédait à la Pro D2.

### La naissance de l'union en 2006
En 2005, un énième projet de fusion se mit en place, malgré l’opposition farouche des supporters les plus acharnés dans les deux camps et des obstacles concrets importants. Mais les politiques de Bordeaux (Alain Juppé) comme de Bègles (Noël Mamère), ainsi que les dirigeants des deux clubs Alban et Michel Moga pour Bègles et Frederic Martini et Philippe Moulia pour le Stade bordelais poussèrent pour enfin aboutir à la mise en commun des atouts des deux clubs.
L’un des arguments fréquemment employé en faveur de la fusion était que les entreprises ne savaient pas vers lequel des deux clubs se tourner pour leur promotion et leurs partenariats, problème qui s’évanouirait avec un seul grand club, dans une région plutôt favorisée économiquement.
Le 10 mars 2006, une charte d'union est actée entre le SBUC (Stade bordelais université club) et le CABBG (Club athlétique Bordeaux Bègles Gironde),, qui esquisse et conduira quelques semaines plus tard à la création d'un club commun. Une union fut scellée sous la forme d’une société anonyme sportive professionnelle (SASP), issue du travail d'un comité de pilotage constitué de six membres issus à parité de chacun des deux clubs (CABBG : Michel Moga, Alban Moga, Raymond Chatenet; Stade bordelais : Jean-Pierre Lamarque, Herve Hargous, Philippe Moulia).
La fusion ne concerne que les équipes seniors et espoirs. La nouvelle entité prit la place du Stade bordelais en Pro D2, tandis que chacun des deux clubs conservait ses équipes de jeunes et ses équipements. Le centre de formation de Bègles est particulièrement performant et fournira de nombreux joueurs à l’équipe première (comme Maxime Machenaud, par exemple).
C’est Frédéric Martini qui fut choisi comme président du nouveau club ; il était à la tête d’un comité de pilotage qui comprenait les grands dirigeants de chaque entité.
La nouvelle structure se retrouve avant même sa naissance devant des discordes concernant son nom : le nom à rallonge Union Stade bordelais-CA Bordeaux Bègles, dont l'acronyme usité est USBCABBG, est utilisé pour les premières années, faisant part égale entre les deux entités précédentes. De même, le stade André-Moga de Bègles et le stade Sainte-Germaine du Bouscat accueillent dans un premier temps les matchs de manière partagée.

### L'ère Patrick Laporte (2006-2009)
Pour ses premières saisons, l’équipe bénéficia d’un budget de 3,6 millions d'euros. Frédéric Martini resta un an à la présidence de l'Union avant de céder sa place à Laurent Marti, entrepreneur bergeracois (groupe Top Tex, basé à Toulouse) en début de saison 2006.
Le nouveau président contribua à lever les dernières dissensions concernant l'Union, avec le choix d'un unique lieu pour les matchs à domicile, à Bègles, ou encore la simplification du nom du club étant raccourci en Union Bordeaux Bègles (UBB) au printemps 2008. Laurent Marti contribua largement à augmenter le budget du club en le passant de 3,8 millions d'euros en 2007-2008 à 4,2 millions d'euros en 2008-2009, et finalement 5,3 millions d'euros en 2010-2011, année de la montée.
Les ambitions étaient de retrouver l’élite à court terme (deux ou trois ans), avant de partir à la conquête de l’Europe par la suite dès que possible.

### L'ère Marc Delpoux (2009-2011)

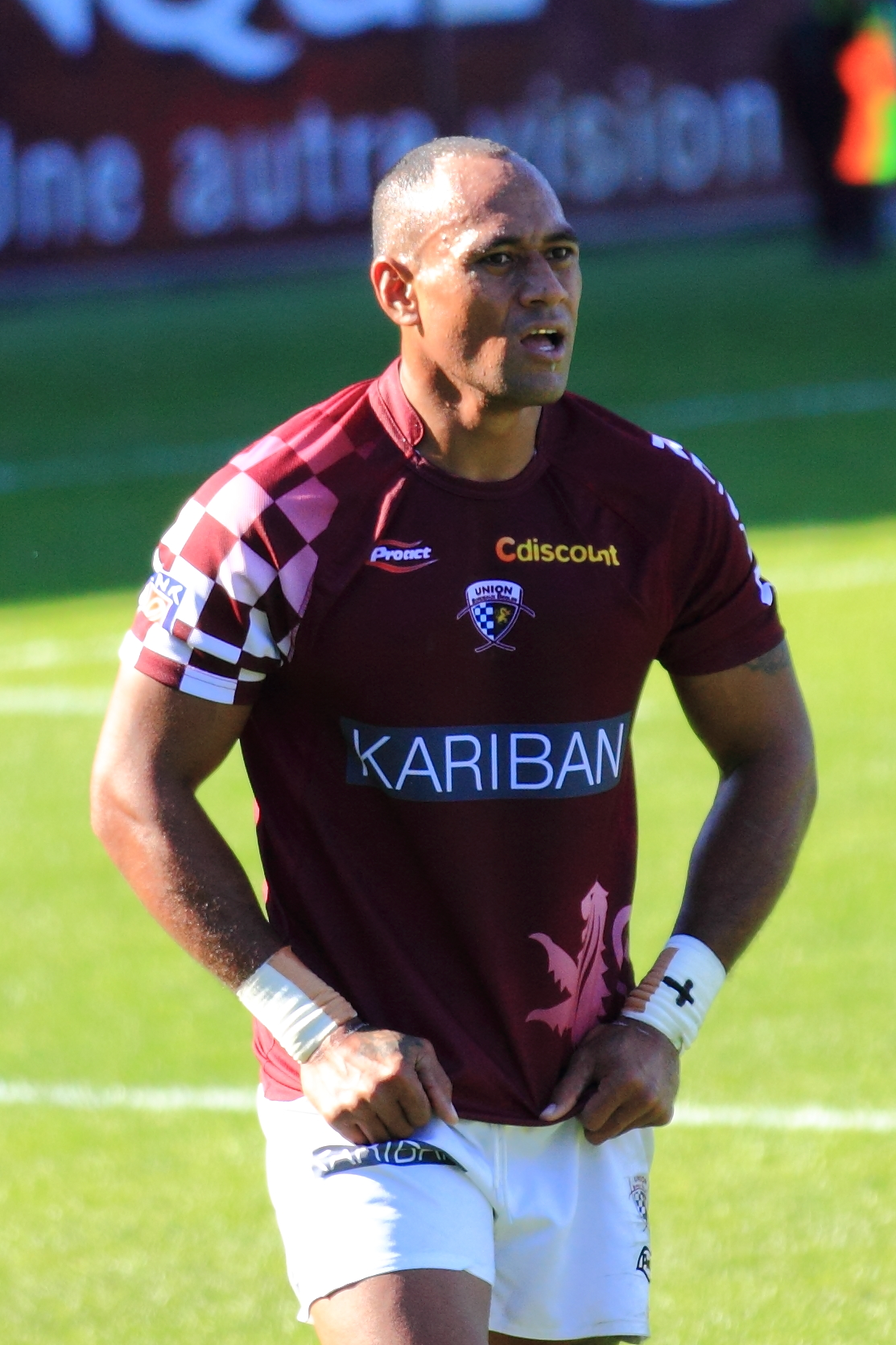
Vungakoto Lilo.

En 2009, Marc Delpoux, alors entraîneur de Calvisano en Italie, s'engage avec l'UBB avec comme objectif à moyen terme (2 à 3 ans) la montée en Top 14.
Il amène avec lui quelques joueurs qui seront, à l'image de Gerard Fraser (meilleur réalisateur de Pro D2 sur la saison 2010-2011), les principaux artisans de la montée en Top 14.
Lors de la saison de Pro D2 2010-2011, le club termine in extremis cinquième de la phase régulière, et accède ainsi aux demi-finales.
En demi-finale, l'UBB bat Grenoble (2e de la phase régulière et grand favori à la montée) au stade Lesdiguières de Grenoble (12-19), avant de se défaire en finale d'Albi (14-21), à Armandie, accédant de ce fait au plus haut niveau du rugby français avec le champion régulier, le Lyon OU.
Tout au long de cette saison 2010-2011, pourtant mal engagée avec une défaite à domicile en ouverture contre l'US Colomiers (qui descendra d'ailleurs en Fédérale 1), le club n'aura cessé de monter en régime pour finir en apothéose.

#### Vainqueur du barrage d'accession en Top 14 en 2011

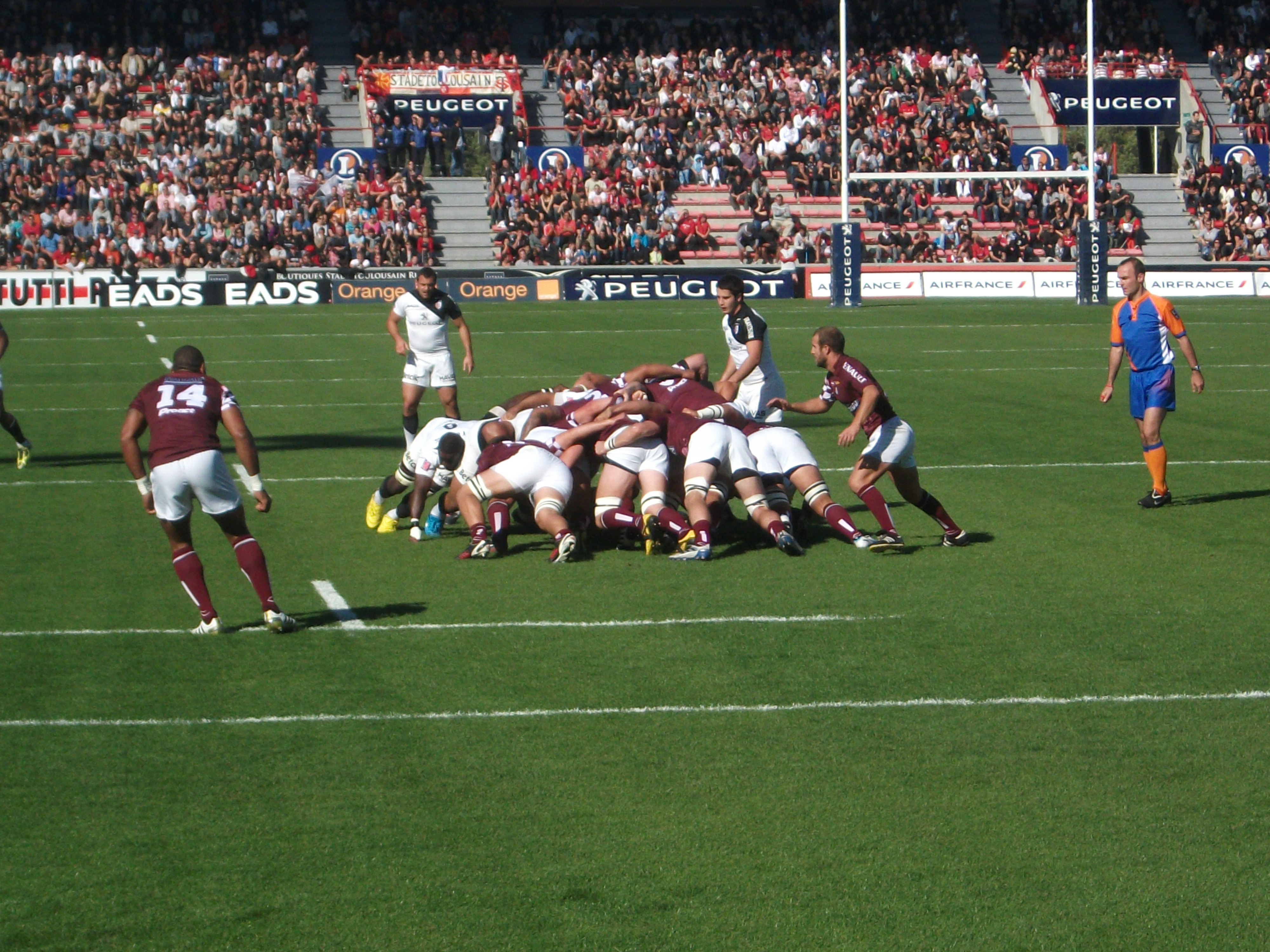
L'Union Bordeaux Bègles au stade Ernest-Wallon de Toulouse en 2011.

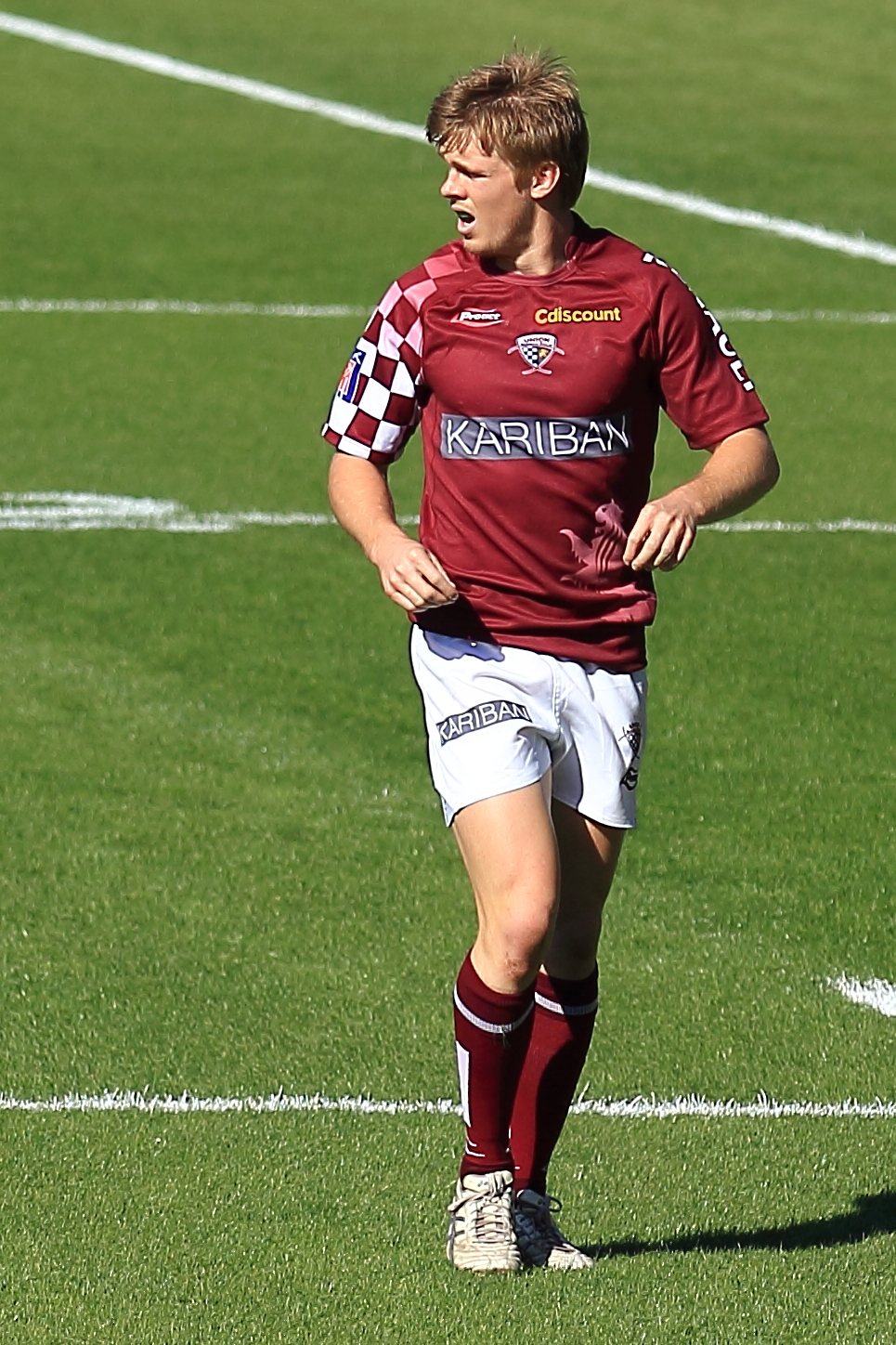
Blair Connor.

Cinq années après sa fusion, le club, qui évoluait en Pro D2, parvient à se hisser en Top 14 à la suite d'une victoire en finale des barrages de Pro D2 face à Albi sur le score de 21-14.
Le XV de départ de l'UBB : 
 

1. Franck Labbe  2. Ole Avei 3. Silviu Florea 

4. Cameron Treloar 5. Adam Jaulhac 

6. Justin Purll 8. Matthew Clarkin 7. Daniel Leo 

9. Heini Adams 10. Gerard Fraser 

11. Rafael Carballo 12. Julien Rey 13. Andrew Ma'ilei 14. Blair Connor 

15. Vungakoto Lilo 

Après des débuts difficiles sur la pelouse du Stade français, l'UBB remporte sa première victoire en Top 14 lors de la 2e journée, contre l'Aviron bayonnais, au stade Chaban-Delmas, qu'elle n'avait plus investi depuis 2 ans et un match contre le SU Agen, alors en Pro D2.
Le club déjouera tous les pronostics de début de saison, notamment par des victoires de prestige comme celle contre le Stade toulousain (18-17), remplissant au passage les 34 700 places du stade Chaban-Delmas.
D'autres moments forts suivront, comme la victoire contre le CA Brive à la 85e et l'action qui restera comme l'essai du "bout du monde" de la saison 2011-2012, la victoire festive (5 essais à 0) contre le Stade français au soir du 31 décembre pour clore une année 2011 exceptionnelle pour le club, ou encore celle sur la pelouse de Jean-Dauger, quelques jours seulement après l'AVC de leur entraîneur des avants, Laurent Armand.
Avec son jeu très offensif (inspiré du rugby de l'hémisphère Sud) basé sur la vitesse et la circulation du ballon, que l'équipe ne reniera jamais tout au long de la saison (même dans les moments difficiles ou lors des matchs couperets), l'UBB apportera à cette saison (de l'avis général, tant des spécialistes que des supporters) un vent de fraîcheur et de la nouveauté sur le rugby français.
L'Union Bordeaux Bègles finira finalement 8e, avec 53 points (et 12 victoires), ce qui reste un record absolu pour un promu issu de la finale d'accession de Pro D2, et la troisième meilleure performance d'un promu en Top 14, derrière le Racing Métro 92 en 2009-2010 et l'US Montauban en 2006-2007.

### L'ère Raphaël Ibañez (2012-2017)

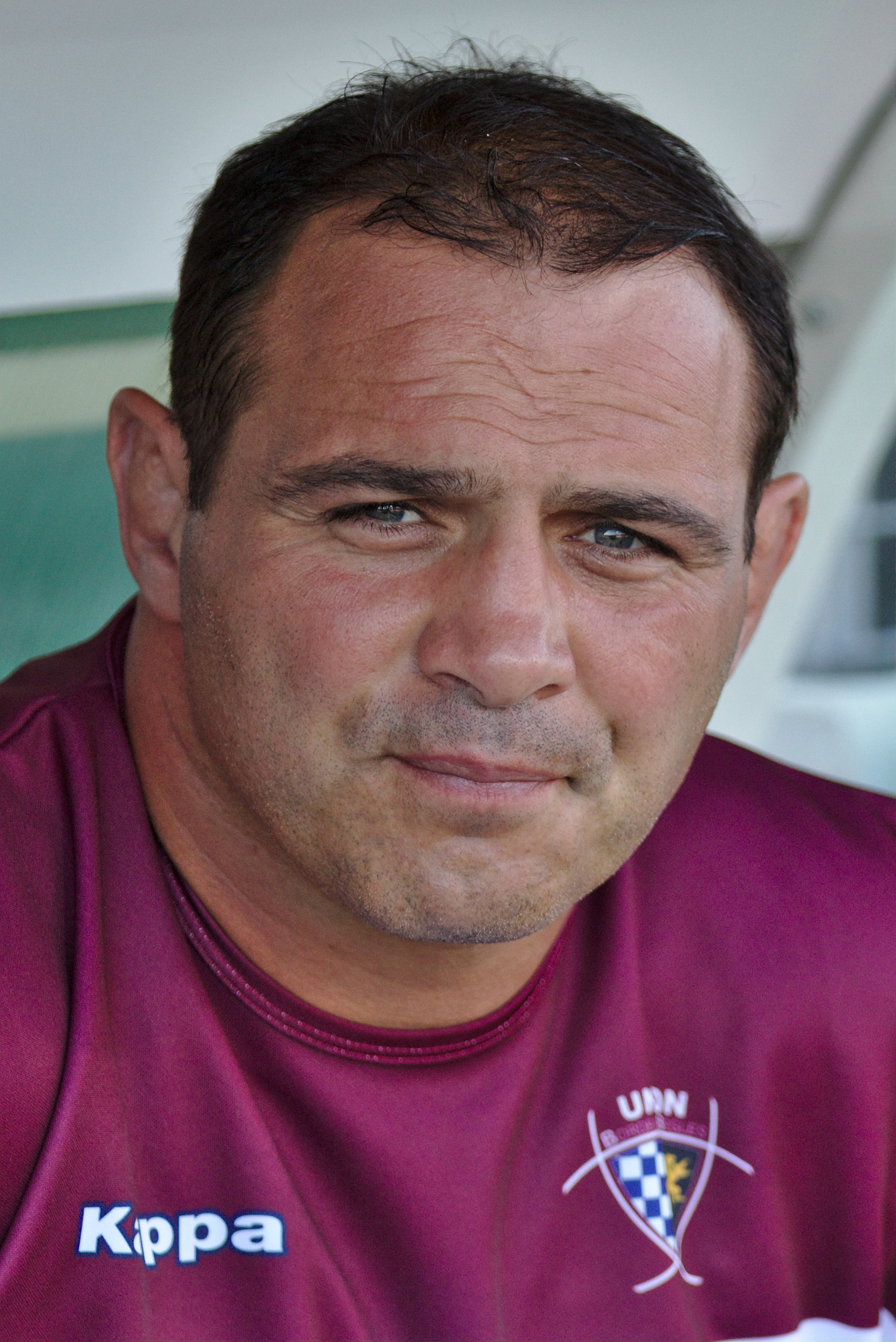
Raphaël Ibañez
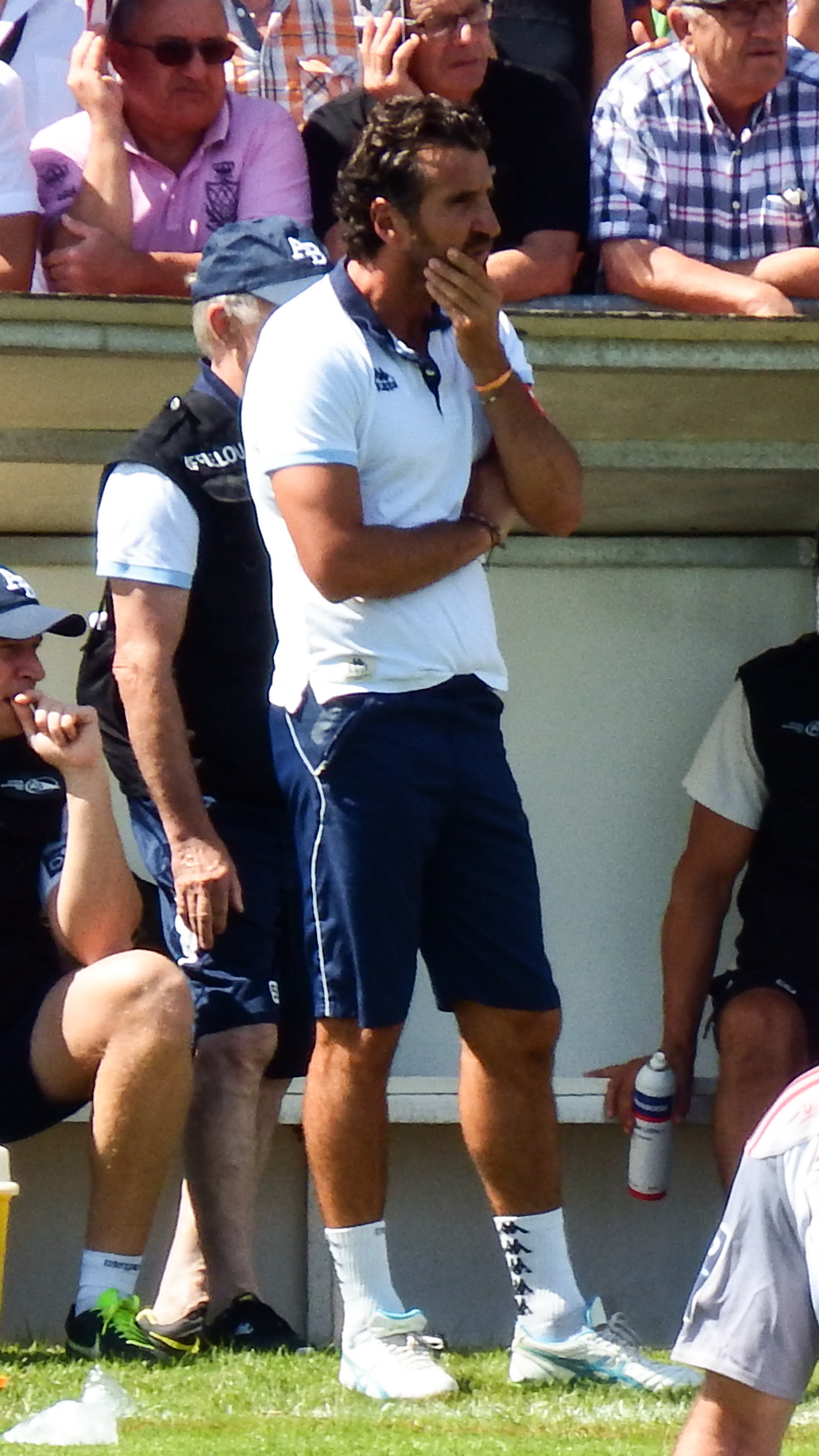
Vincent Etcheto
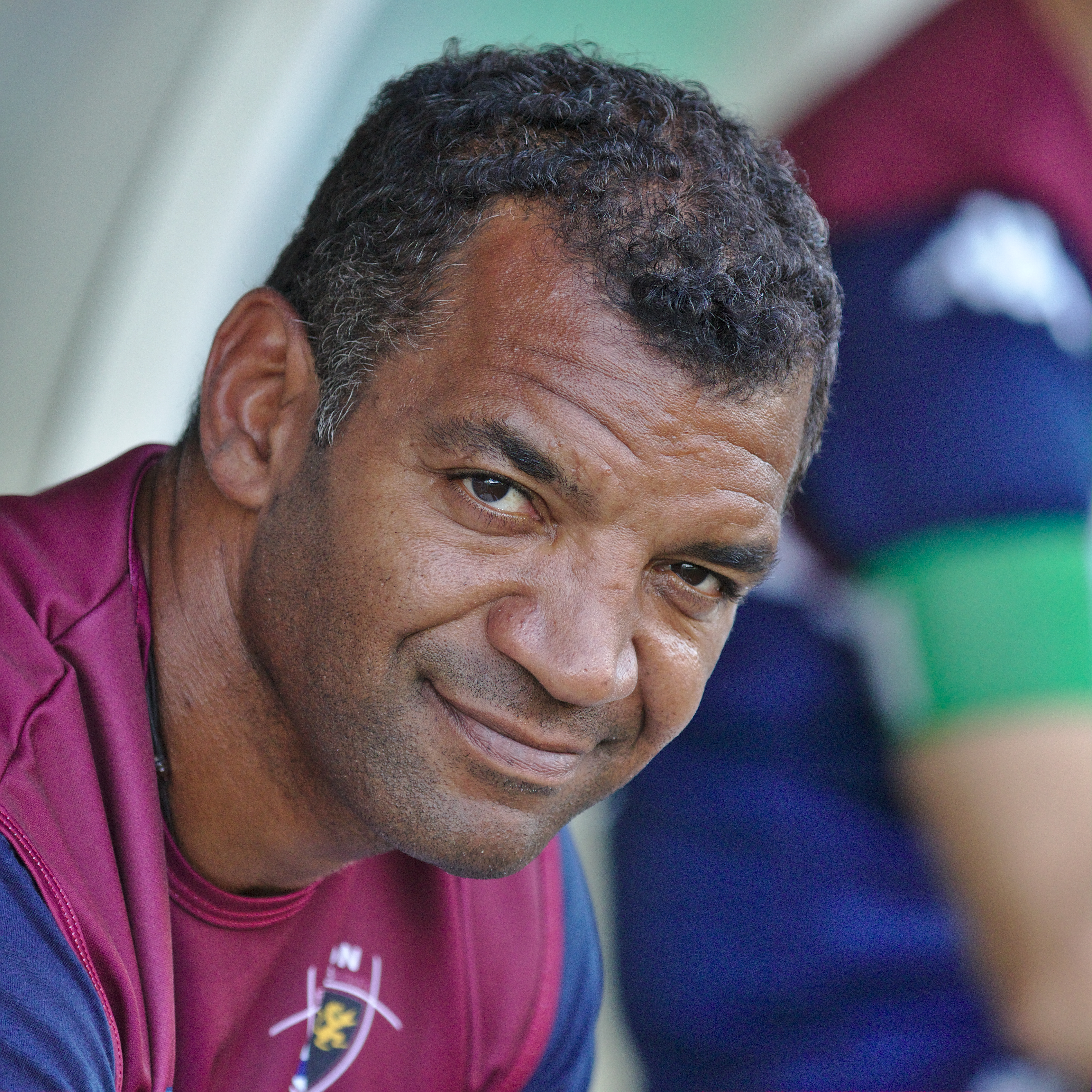
Émile Ntamack
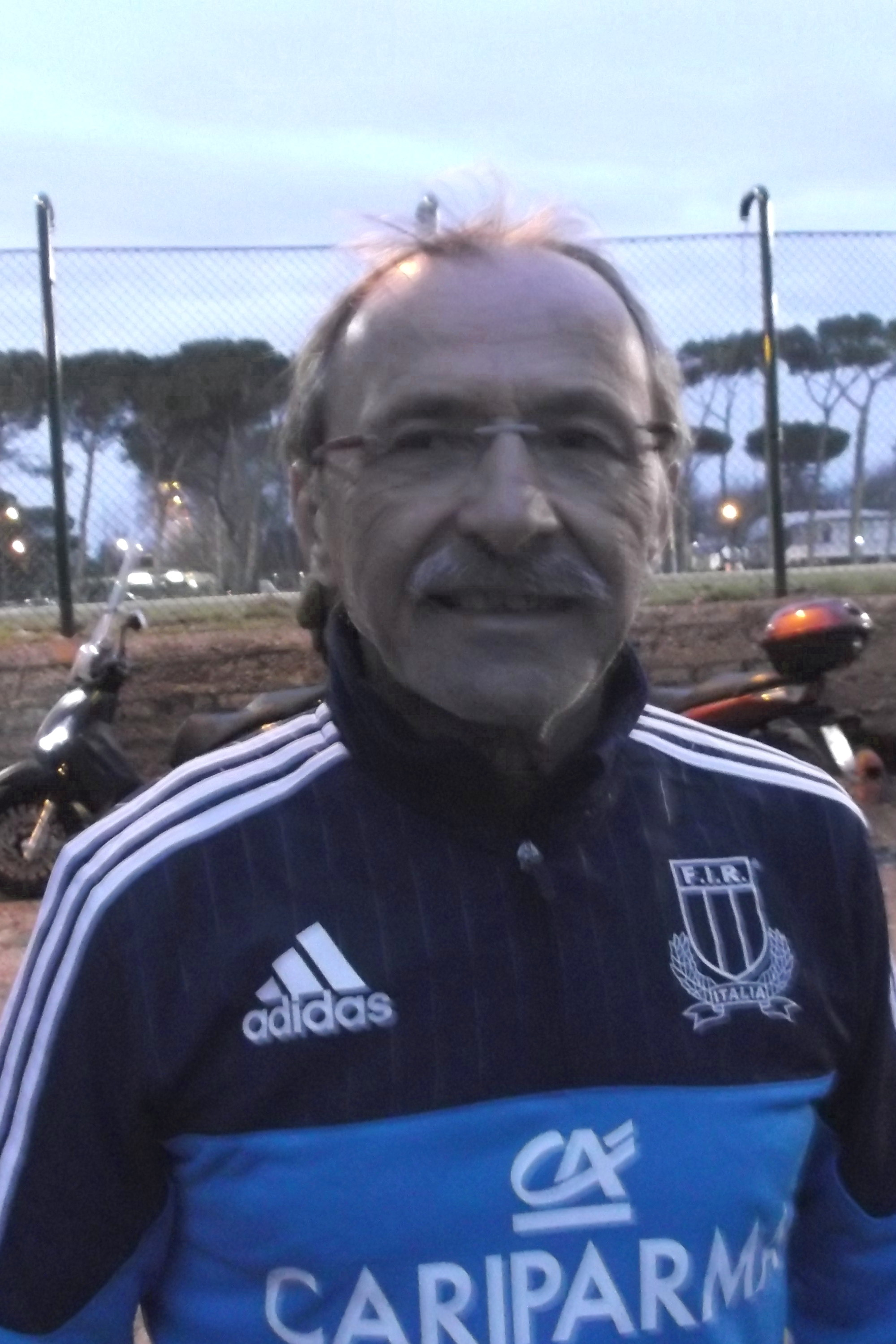
Jacques Brunel
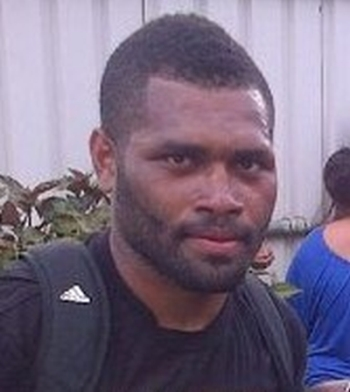
Metuisela Talebula
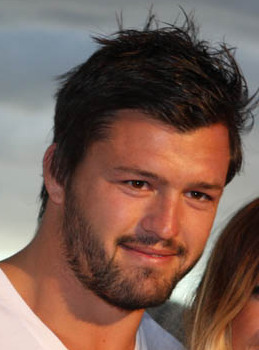
Adam Ashley-Cooper
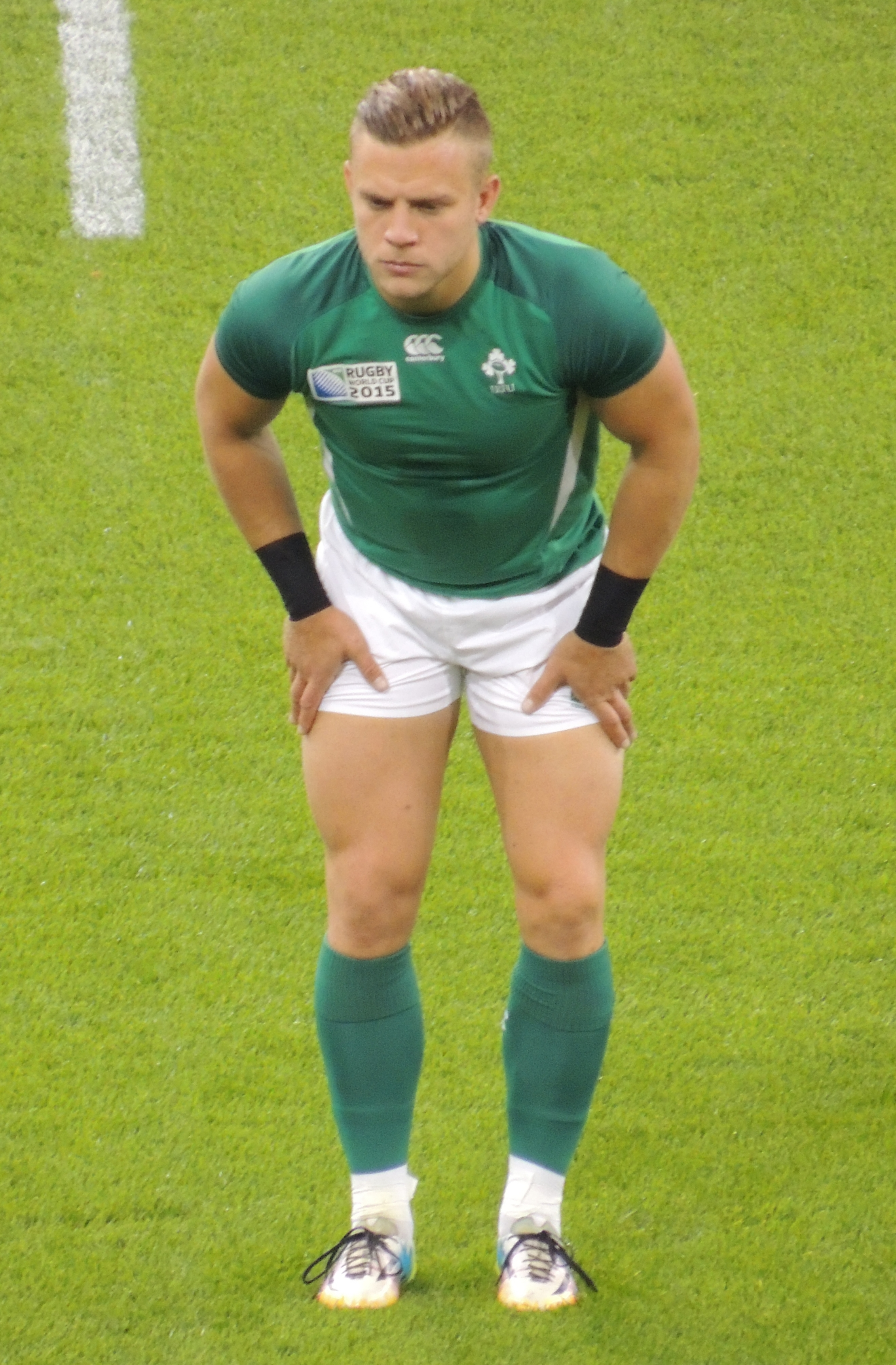
Ian Madigan
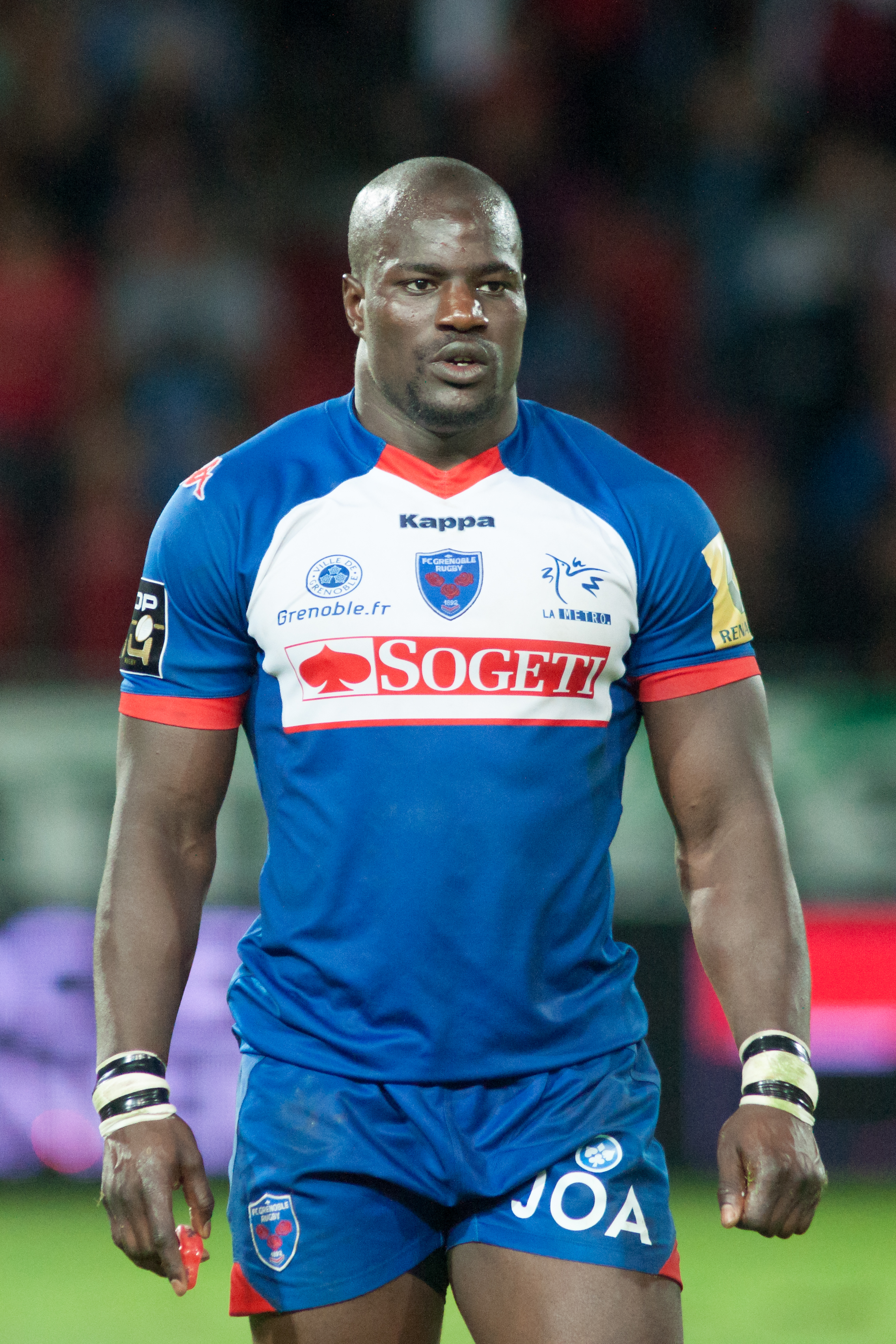
Mahamadou Diaby

Le 4 mars 2012, Raphaël Ibañez s'engage pour deux ans comme Manager général avec l'UBB à la suite du départ de Marc Delpoux à Perpignan. Il est secondé par Joe Worsley (ancien troisième ligne international anglais et ancien coéquipier d'Ibanez aux London Wasps) comme spécialiste de la défense, de Régis Sonnes (ancien sélectionneur de l'Espagne) pour les avants et de Vincent Etcheto, maintenu à son poste d'entraîneur des lignes arrière.
Pour la première saison de l'ère Ibañez, le club finit à la douzième place du championnat avec 47 points, devant le SU Agen et le Stade montois, relégués en deuxième division.

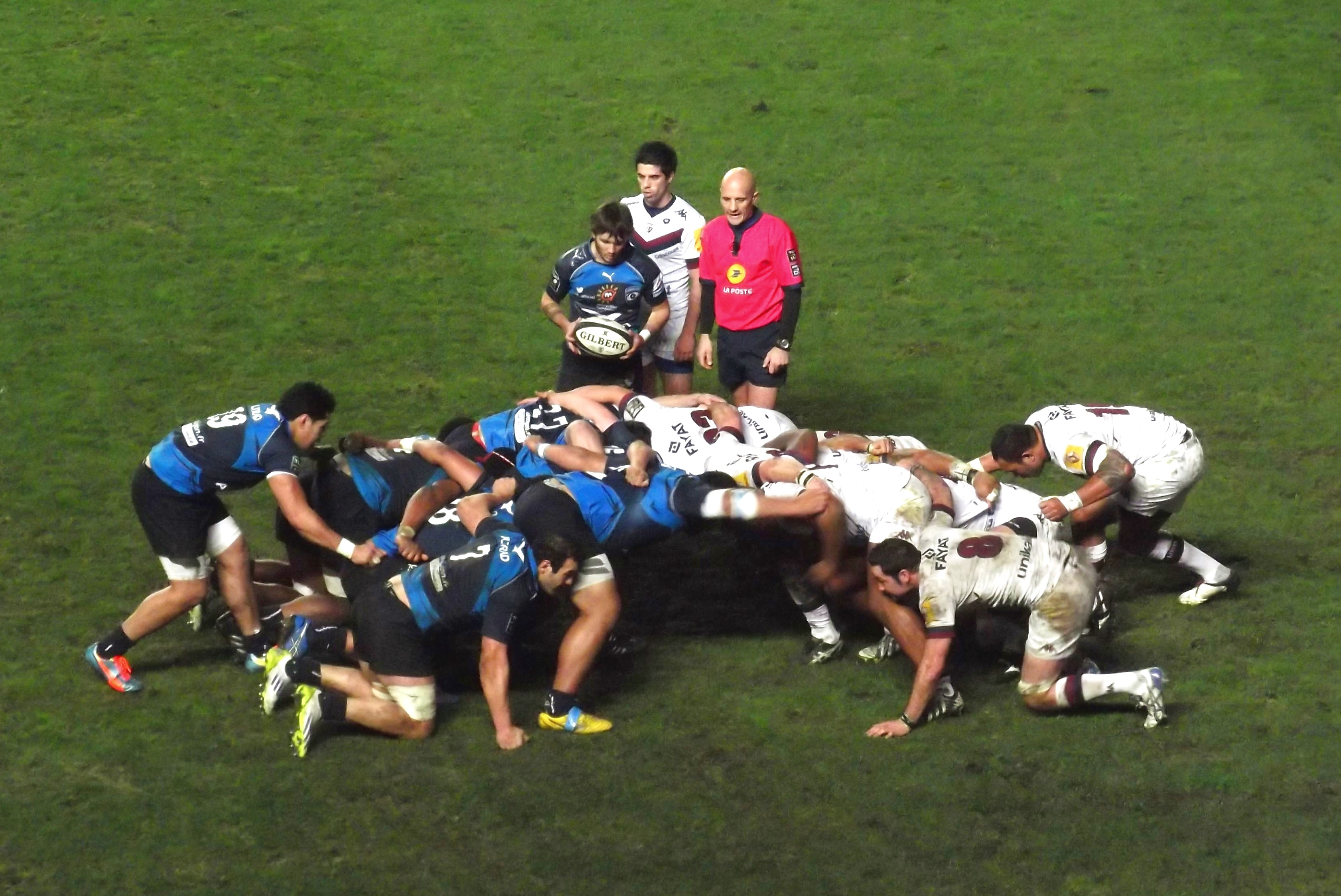
MHR-UBB.

Lors de la saison 2013-2014 le club joue la majorité des matchs au stade Chaban-Delmas. Il termine à la huitième place du championnat avec 64 points, après avoir lutté avec des clubs comme le Stade toulousain, le Stade français ou encore le Castres olympique pour se qualifier pour les barrages du Top 14.
Le club réussit le début de la saison 2014-2015, réalisant à domicile des prestations remarquées, avec des victoires face à Clermont sur le score de 51 à 21 ou la semaine suivante face au Castres olympique sur le score de 59 à 7. Le club, alors invaincu à domicile, s'incline lors de la onzième journée face au Stade toulousain lors d'une rencontre disputée à guichet fermé sur le score de 20 à 21, l'ouvreur béglais Pierre Bernard ratant une transformation à la dernière minute. Lors de la dernière journée, l'UBB perd de nouveau face à Toulouse, Lionel Beauxis ratant la pénalité de la gagne à la dernière seconde. L'UBB termine 7e, à un point de la sixième place. La semaine suivante, l'UBB se qualifie pour la Coupe d'Europe de rugby à XV 2015-2016 en battant Gloucester sur le score de 22 à 23, l'ouvreur béglais Pierre Bernard réussissant un drop à la dernière seconde.

### L'intérim Jacques Brunel avant son départ en équipe de France (2017)
Après l’annonce du départ du manager de l'UBB Raphaël Ibañez en fin de la saison, Ibañez est mis en retrait.
Jacques Brunel son adjoint assure l’intérim au poste de manager.
Le 27 décembre 2017, Jacques Brunel est nommé sélectionneur de l'équipe de France à la place de Guy Novès par le président de la Fédération française de rugby Bernard Laporte.

### L'anglais Rory Teague aux commandes (2018)
En janvier 2018, Rory Teague est nommé par le président Laurent Marti, manager général de l'Union Bordeaux Bègles. La collaboration entre le club girondin et le technicien anglais ne dure pas et les deux parties se séparent d'un commun accord le 12 novembre 2018.

### L'intérim Joe Worsley (2018-2019)
Rory Teague est ensuite remplacé par son compatriote Joe Worsley, coach de la défense de l'UBB depuis 2013. Malgré tout, le club ne parvient pas à se qualifier pour les phases finales.

### L’ère Christophe Urios (2019-2022)

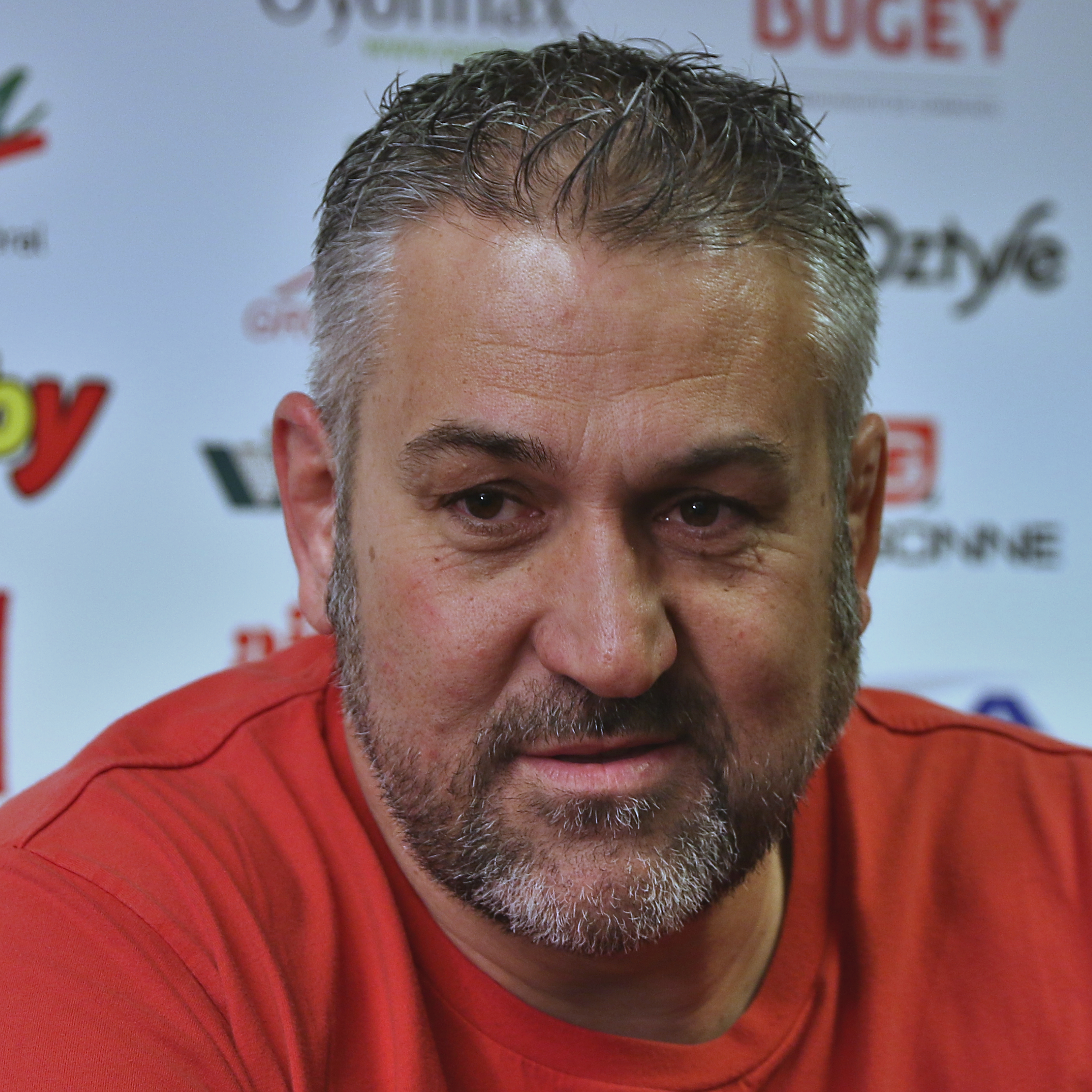
Christophe Urios
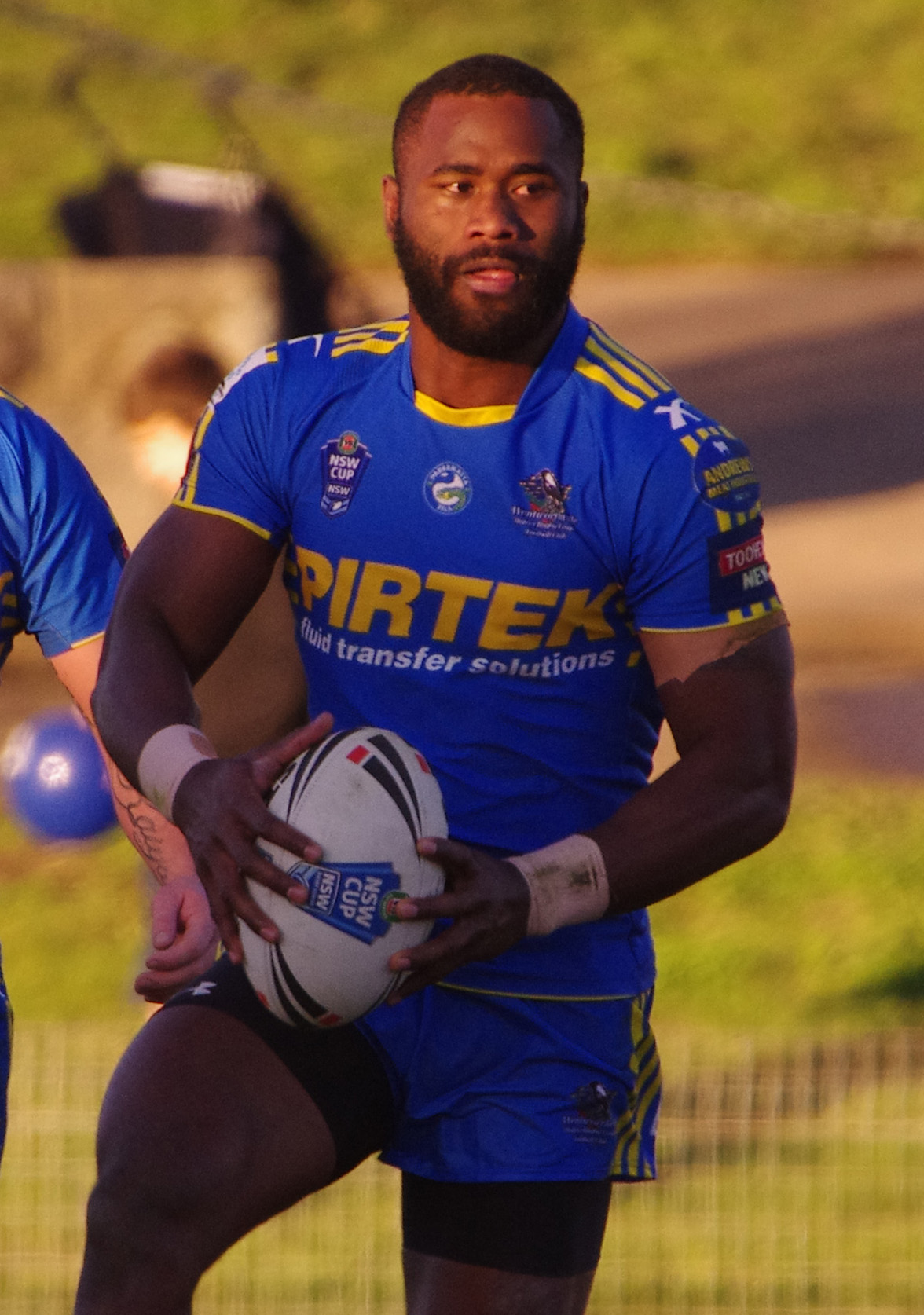
Semi Radradra
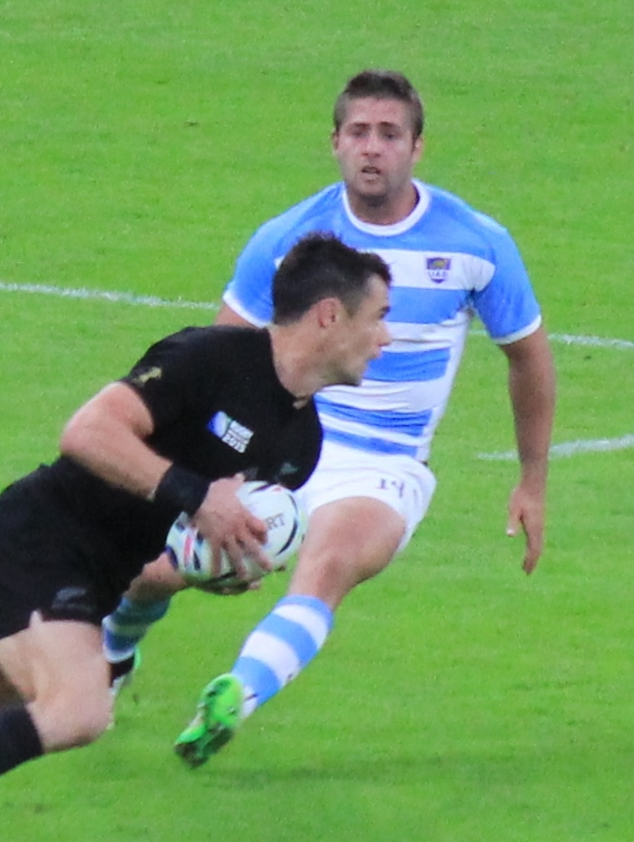
Santiago Cordero
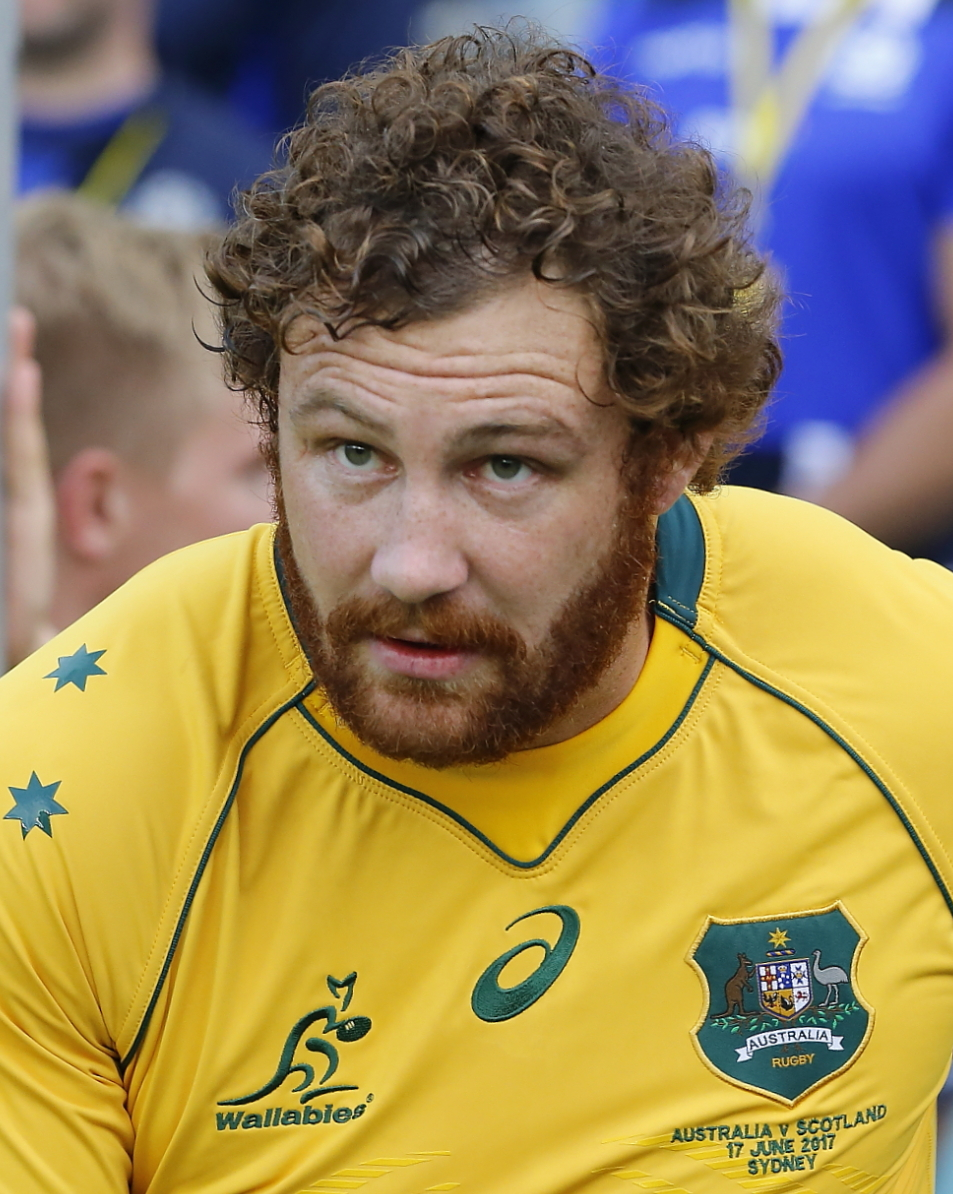
Scott Higginbotham

#### 2019-2020, une saison arrêtée sous pandémie sanitaire
Pour la saison 2019-2020, l'Union Bordeaux Bègles nomme Christophe Urios, en provenance de Castres, au poste de manager général. Il arrive en Gironde accompagné de Julien Laïrle et Frédéric Charrier. L'UBB recrute également des joueurs internationaux comme Rémi Lamerat, Scott Higginbotham ou Santiago Cordero. La mayonnaise prend, et l'Union Bordeaux Bègles termine la phase aller à la première place du championnat, invaincu à domicile et seulement défait à Lyon et à Brive.
Alors que l'UBB est leader du Top 14 avec huit points d'avance sur le second Lyon, la saison régulière est suspendue puis stoppée par la pandémie de Covid-19 en France ; la saison 2019-2020 est définitivement annulée à la fin du mois d'avril.
Jefferson Poirot, Cyril Cazeaux, Cameron Woki, Maxime Lucu et Matthieu Jalibert sont convoqués en équipe de France pour préparer le Tournoi des Six Nations 2020.

#### Demi-finaliste du Challenge européen contre Bristol (2020)
L'UBB se qualifie pour la première fois en quarts de finale du Challenge européen mais s'incline en demi-finale contre les Bristol Bears.

#### Demi-finaliste contre Toulouse en Coupe d'Europe et Top 14 (2021)
En Coupe d'Europe de rugby à XV 2020-2021, l'UBB, renforcé notamment par l'ailier Ben Lam, élimine en quart de finale le Racing 92 (24-21). En demi-finale, sous une pluie battante, l'UBB s'incline cependant contre le Stade toulousain (9-21) à Ernest Wallon.
En Top 14, pour la première fois de son histoire, l'UBB se qualifie en barrage. Les Girondins éliminent, au stade Chaban-Delmas, l'ASM Clermont Auvergne (25-16). Mais Bordeaux Bègles est encore éliminé par le Stade toulousain d'Antoine Dupont champion d'Europe (24-21).

#### Demi-finaliste du Top 14 (2022)

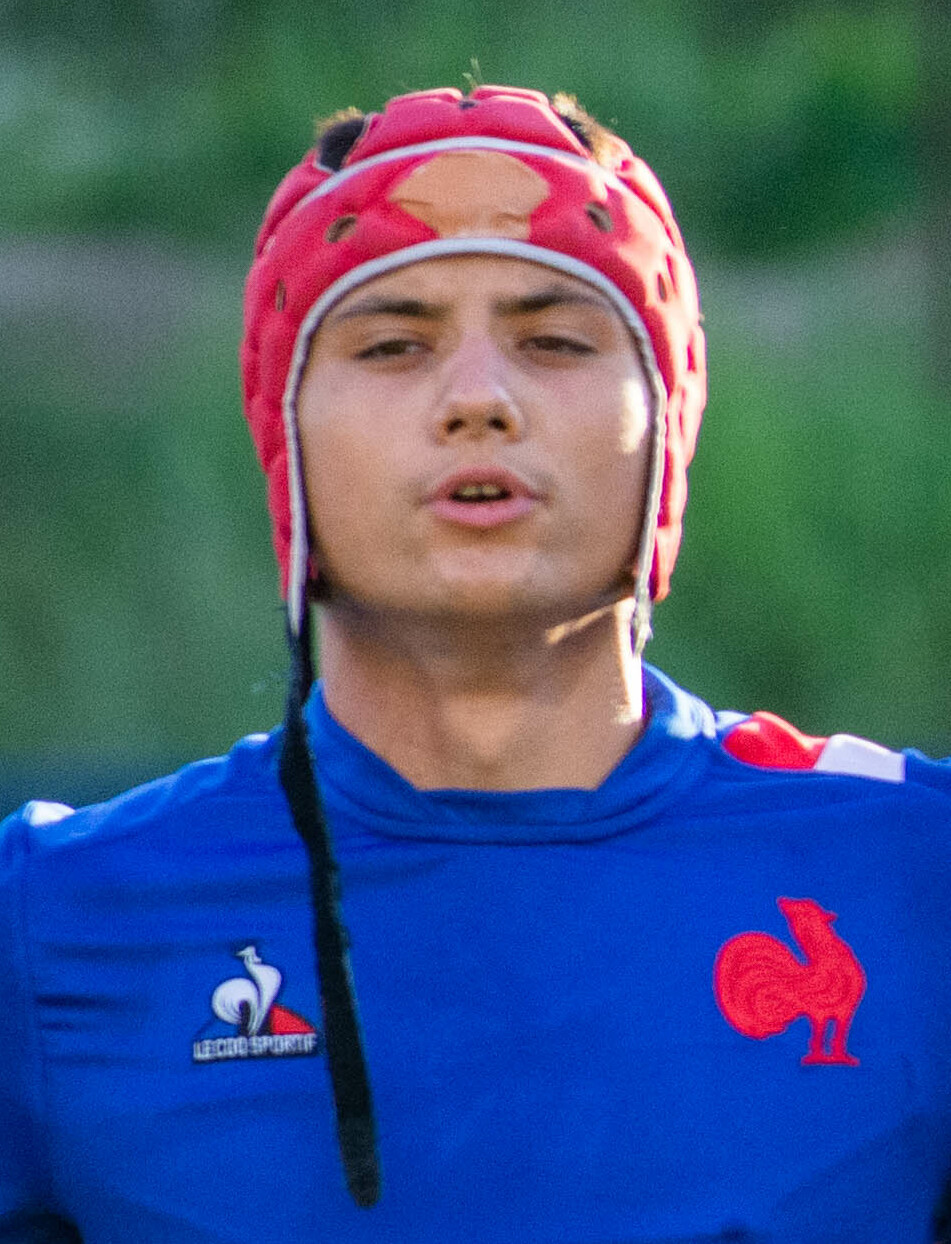
Louis Bielle-Biarrey, international des moins de 20 ans arrive au club en provenance du FC Grenoble.

L'UBB du manager Christophe Urios est longtemps leader du championnat de France, lors de la saison 2021-2022. En deuxième partie de saison, l'UBB s'incline cependant quatre fois à domicile au stade Chaban-Delmas contre le Racing 92, Pau, La Rochelle et Toulon.
Après une défaite à Perpignan au stade Aimé-Giral, Bordeaux Bègles finit 3e du Top 14 derrière le Castres olympique et le Montpellier Hérault Rugby.
Des tensions apparaissent en interne entre le manager Urios et certains cadres. L'UBB élimine le Racing 92 en barrage (36-16) mais s'incline (10-19) contre Montpellier. Le troisième ligne Cameron Woki quitte l'UBB.
Deux internationaux français François Trinh-Duc et Louis Picamoles mettent un terme à leur carrière.
En 8e de finale de Coupe d'Europe, l'UBB est éliminée par le Stade rochelais vice-champion d'Europe. Les Girondins s'inclinent (13-31) au match aller au stade Chaban-Delmas. Au match retour, à La Rochelle, l'UBB perd (31-23).
Lors de la saison 2022-2023, Bordeaux Bègles s'incline contre le Stade toulousain (25-26), au stade Chaban-Delmas, dès la première journée de Top 14. À cause de tensions en interne et des résultats irréguliers en Top 14, dont une lourde défaite contre la Section paloise (33-7) au Hameau, le président Laurent Marti décide de se séparer du manager Christophe Urios avant la fin de son contrat. Ses adjoints Frédéric Charrier et Julien Laïrle assurent la gestion sportive de l'équipe par intérim.
En Champions Cup, l'UBB perd sa double confrontation contre les Sud-Africains des Sharks, invités pour la première fois dans les compétitions européennes de rugby, et aussi contre les Anglais de Gloucester. L'UBB est donc éliminée.
L'UBB, après avoir terminé la saison régulière à la 6e place, élimine en barrages de Top 14 le LOU (32-25) à Gerland et s'incline en demi-finale contre le Stade rochelais double champion d'Europe (24-13).

### L’ère Yannick Bru (depuis 2023)

#### Finaliste du Top 14 (2024)

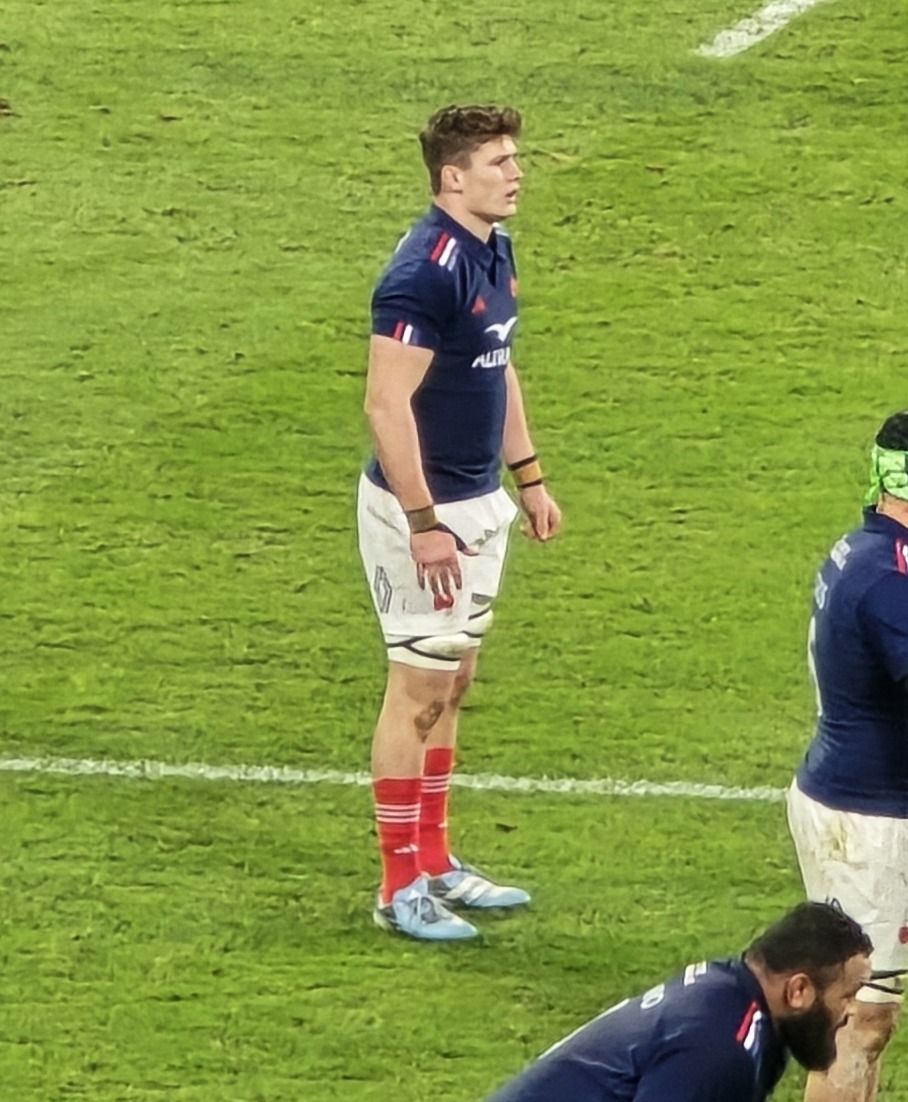
Marko Gazzotti champion du monde junior en 2023 et meilleur joueur de la compétition est transféré en provenance du FC Grenoble.

En 2023-2024, Yannick Bru est le nouveau manager du club qui se renforce notamment avec le transfert du champion du monde junior 2023 Marko Gazzotti en provenance du FC Grenoble.
La recrue vedette de cette saison est l'ailier international Damian Penaud, en provenance de Clermont, qui signe jusqu'en juin 2026. Romain Latterrade, Carlü Sadie, Adam Coleman, Alexandre Ricard, Peter Samu, Tevita Tatafu, Paul Abadie et Ben Tapuai sont les autres recrues de la saison. Arthur Duhau et Raphaël Lakafia, recrutés en tant que joker Coupe du monde, restent au club de juillet à novembre 2023. Les « historiques » Jean-Baptiste Dubié et Vadim Cobilas quittent aussi le club en novembre 2023 après avoir été prolongés en tant que joker Coupe du monde.
En janvier 2024, l'UBB se qualifie pour les 8es de finale de la Champions Cup en terminant à la 1ere place de son groupe après avoir réussi trois succès en quatre matchs agrémentés de quatre bonus offensifs et un bonus défensif.
En demi-finale du Top 14, l'UBB élimine le Stade français Paris (22-20) au stade Matmut Atlantique de Bordeaux puis s'incline très lourdement en finale (59-3) contre le Stade toulousain champion d'Europe et champion de France en titre au stade Vélodrome de Marseille.

#### Vainqueur de la Champions Cup et finaliste du Top 14 (2025)
En 2025, l'UBB se qualifie pour la première fois de son histoire en finale de la Champions Cup contre les Anglais des Northampton Saints après avoir éliminé le Stade toulousain champion en titre (35-18). L'UBB remporte le premier titre de son histoire en battant les Anglais 28 à 20.
Quelques semaines plus tard, l'UBB atteint la finale du championnat, mais s'incline une nouvelle fois contre Toulouse (39-33 après prolongation) au stade de France.
Le XV de départ de l'UBB lors de la finale de Champions Cup : 

1. Jefferson Poirot  2. Maxime Lamothe 3. Sipili Falatea 

4. Adam Coleman 5. Cyril Cazeaux 

6. Mahamadou Diaby 8. Peter Samu 7. Guido Petti 

9. Maxime Lucu  10. Matthieu Jalibert 

11. Louis Bielle-Biarrey 12. Yoram Moefana 13. Nicolas Depoortère 14. Damian Penaud 

15. Romain Buros 

## Palmarès

### Détail du palmarès
| Compétitions nationales                                                                                                 | Compétitions européennes |
| --- | --- |
| Championnat de France de Top 14 - Finaliste (2) : 2024, 2025 Championnat de France de Pro D2 - Vice-champion (1) : 2011 | Champions Cup (1) - Vainqueur (1) : 2025 |
| Compétitions de jeunes                                                                                                  | Compétitions à sept |
| Championnat de France espoirs (2) - Vainqueur (2) : 2016, 2025 - Finaliste (1) : 2023                                   | Espoirs Pro Sevens (1) - Vainqueur (1) : 2017 Circuit Élite Sevens (2) - Vainqueur (2) : 2023, 2025 - Vice-champion (1) : 2024 Circuit Sevens Accession (1) - Vainqueur (1) 2022 Supersevens - Troisième (1) : 2024 |

### Finales disputées
| Date        | Vainqueur             | Score   | Finaliste          | Lieu                        |
| ----------- | --------------------- | ------- | ------------------ | --------------------------- |
| 24 mai 2025 | Union Bordeaux Bègles | 28 - 20 | Northampton Saints | Millennium Stadium, Cardiff |

| Date          | Vainqueur             | Score   | Finaliste        | Lieu                       |
| ------------- | --------------------- | ------- | ---------------- | -------------------------- |
| 1er juin 2015 | Union Bordeaux Bègles | 23 - 22 | Gloucester Rugby | Sixways Stadium, Worcester |

| Date         | Vainqueur        | Score   | Finaliste             | Lieu                         |
| ------------ | ---------------- | ------- | --------------------- | ---------------------------- |
| 28 juin 2024 | Stade toulousain | 59 - 3  | Union Bordeaux Bègles | Stade Vélodrome, Marseille   |
| 28 juin 2025 | Stade toulousain | 39 - 33 | Union Bordeaux Bègles | Stade de France, Saint-Denis |

| Date        | Vainqueur             | Score   | Finaliste | Lieu                 |
| ----------- | --------------------- | ------- | --------- | -------------------- |
| 22 mai 2011 | Union Bordeaux Bègles | 21 - 14 | SC Albi   | Stade Armandie, Agen |

| Date         | Vainqueur             | Score            | Finaliste             | Lieu                             |
| ------------ | --------------------- | ---------------- | --------------------- | -------------------------------- |
| 22 mai 2016  | Union Bordeaux Bègles | 29 - 29 t. a. b. | ASM Clermont          | Stade de Beaublanc, Limoges      |
| 11 juin 2023 | Stade toulousain      | 43 - 7           | Union Bordeaux Bègles | Stade René-Lajunie, Bon-Encontre |
| 14 juin 2025 | Union Bordeaux Bègles | 22 - 17          | Rugby club toulonnais | Stade municipal Leucate, Leucate |

### Bilan par saison
| Saison    | Championnat | Classement              | Stade                                                      | Spectateurs   | Observations |
| --------- | ----------- | ----------------------- | ---------------------------------------------------------- | ------------- | --- |
| 2006-2007 | Pro D2      | 10e                     | Stade André-Moga, Bègles Stade Sainte-Germaine, Le Bouscat | 9 000 7 000   | |
| 2007-2008 | Pro D2      | 12e                     | Stade André-Moga, Bègles                                   | 9 000         | |
| 2008-2009 | Pro D2      | 11e                     | Stade André-Moga, Bègles                                   | 9 000         | |
| 2009-2010 | Pro D2      | 9e                      | Stade André-Moga, Bègles                                   | 9 000         | Derby contre Agen disputé en 2010 au stade Chaban-Delmas |
| 2010-2011 | Pro D2      | 5e                      | Stade André-Moga, Bègles                                   | 9 000         | Vainqueur de la finale des barrages d'accession en Top 14 |
| 2011-2012 | Top 14      | 8e                      | Stade André-Moga, Bègles Stade Chaban-Delmas, Bordeaux     | 9 600 34 694  | 187 630 spectateurs en 13 matches, quatrième meilleure affluence du Top 14 |
| 2012-2013 | Top 14      | 12e                     | Stade André-Moga, Bègles Stade Chaban-Delmas, Bordeaux     | 9 600 34 694  | 230 239 spectateurs, deuxième affluence du Top 14 |
| 2013-2014 | Top 14      | 8e                      | Stade André-Moga, Bègles Stade Chaban-Delmas, Bordeaux     | 9 600 34 694  | 254 092 spectateurs, meilleure affluence du Top 14 |
| 2014-2015 | Top 14      | 7e                      | Stade André-Moga, Bègles Stade Chaban-Delmas, Bordeaux     | 9 600 34 694  | 308 155 spectateurs, meilleure affluence du Top 14 et d'Europe Vainqueur des barrages d'accession à la Coupe d'Europe de rugby à XV 2015-2016                                                                                   |
| 2015-2016 | Top 14      | 7e                      | Stade Chaban-Delmas, Bordeaux Matmut Atlantique, Bordeaux  | 34 694 42 115 | Meilleure affluence du Top 14 |
| 2016-2017 | Top 14      | 11e                     | Stade Chaban-Delmas, Bordeaux Matmut Atlantique, Bordeaux  | 34 694 42 115 | Meilleure affluence du Top 14 |
| 2017-2018 | Top 14      | 10e                     | Stade Chaban-Delmas, Bordeaux Matmut Atlantique, Bordeaux  | 34 694 42 115 | Meilleure affluence du Top 14 et d'Europe |
| 2018-2019 | Top 14      | 10e                     | Stade Chaban-Delmas, Bordeaux Matmut Atlantique, Bordeaux  | 34 694 42 115 | Meilleure affluence du Top 14, 2e meilleure affluence d'Europe |
| 2019-2020 | Top 14      | 1er (après 17 journées) | Stade Chaban-Delmas, Bordeaux Matmut Atlantique, Bordeaux  | 34 694 42 115 | Record d'affluence du club battu le 22 décembre 2019 au Matmut Atlantique face au Stade rochelais (20-15) avec 38 503 spectateurs. Saison annulée pour cause de pandémie de Covid-19. Meilleure affluence du Top 14 et d'Europe |
| 2020-2021 | Top 14      | 4e                      | Stade Chaban-Delmas, Bordeaux                              | 34 694        | Demi-finaliste de Challenge européen 2019-2020 (à cause de la pandémie de Covid-19, la compétition reprend au début de la saison 2020-2021) Demi-finaliste de Coupe d'Europe Demi-finaliste de Top 14                           |
| 2021-2022 | Top 14      | 3e                      | Stade Chaban-Delmas, Bordeaux                              | 34 694        | Demi-finaliste de Top 14 Huitième de finaliste de Coupe d'Europe |
| 2022-2023 | Top 14      | 6e                      | Stade Chaban-Delmas, Bordeaux Matmut Atlantique, Bordeaux  | 34 694 42 115 | Demi-finaliste de Top 14 |
| 2023-2024 | Top 14      | 3e                      | Stade Chaban-Delmas, Bordeaux Matmut Atlantique, Bordeaux  | 34 694 42 115 | Finaliste de Top 14 |
| 2024-2025 | Top 14      | 2e                      | Stade Chaban-Delmas, Bordeaux Matmut Atlantique, Bordeaux  | 32 215 42 115 | Finaliste de Top 14 Champion d'Europe Meilleure affluence du Top 14 et d'Europe |

## Image et identité

### Nom
Malgré des appels à la simplification, l'appellation Union Stade bordelais-CA Bordeaux Bègles Gironde, ou Union SB-CABBG, fut adoptée, aucun des deux clubs ne voulant céder.
Les Béglais refusaient ainsi de disparaître dans un nom qui ne mentionnerait que Bordeaux (comme Bordeaux rugby par exemple), alors que le rugby de haut niveau dans la région à l’époque contemporaine a été le fait du CAB.
« Nous avons eu du mal à trouver un nom de club qui convient aux deux parties. Le nom choisi respecte les notions de parité et d'équilibre » (Philippe Moulia, président du Stade bordelais omnisports).
En mai 2008, le nom du club, réputé pour sa longueur, est alors changé en Union Bordeaux Bègles, souvent abrégé en UBB,.

### Logo
Le logo représente, d'un côté, les damiers bleu et blanc du CABBG, et de l'autre, le lion jaune sur fond noir du Stade bordelais. Les croissants, symboles de la ville de Bordeaux, ont été ajoutés.
Le 18 avril 2018, le logo évolue légèrement. Plus particulièrement, le blason est à présent inscrit dans un cercle de couleur bordeaux ; la mention Union Bordeaux Bègles est quant à elle écrite dans une taille de police uniforme, contrairement à la version précédente ou le mot Union était mis en avant.
Depuis le 24 mai 2025, le logo s'est enrichi d'une étoile en sa partie inférieure, rendant hommage à la victoire en Coupe d'Europe. 

Évolution du logo
Logo de l'Union SB-CABBG de 2006 à mai 2008.
Logo de mai 2008 au 18 avril 2018.
Logo anniversaire pour la saison 2016-2017.
Logo du 18 avril 2018 au 24 mai 2025.
Logo depuis le 24 mai 2025.

### Couleurs du maillot
Le maillot de l'UBB est bordeaux et blanc. Pour les matchs à domicile le maillot est à dominante blanche, il est à dominante rouge bordeaux pour les matchs à l'extérieur. Bien sûr la couleur Bordeaux s'imposait pour un club issu de la ville éponyme, le choix du Bordeaux a également été motivé par le fait qu'il constituait une couleur neutre par rapport au CABBG et au Stade bordelais qui jouaient respectivement en bleu et blanc et en jaune et noir. Depuis son arrivée en Top 14 le club utilise divers symboles appartenant aux deux clubs fondateurs : Le damier du CABBG, le Lion du Stade bordelais, mais aussi le scapulaire qui n'est pas sans rappeler le célèbre maillot du club de football voisin des Girondins de Bordeaux.
En juin 2013, un nouveau maillot voit le jour. Il est essentiellement bleu, avec les épaules couleur bordeaux et un scapulaire blanc qui lui donne un petit côté Girondins de Bordeaux.
Ce nouvel équipement, fourni par la firme italienne Kappa, constitue un changement d'époque pour l'Union Bordeaux Bègles. Il marque la fin de la présence des logos des deux clubs fondateurs de l'UBB : le lion du Stade bordelais et les damiers du CA Bègles. Après 7 ans d'existence, l'Union a décidé d'afficher, visuellement, sa propre identité.

## Structures

### Stades

#### Deux stades (2006-2015)
Un autre problème concerne les stades. Là non plus, aucun des deux clubs n’a voulu céder si bien que, pour sa première saison, l’équipe dut jouer 7 matches au Stade Sainte-Germaine du Bouscat, et 7 autres au Stade André Moga de Bègles, le dernier dans un lieu à définir qui pourrait être soit à Mérignac, soit au stade Chaban-Delmas de Bordeaux en fonction de l'adversaire. Ceci a été accepté bien qu’un article du règlement des clubs de la Ligue nationale de rugby prévoie qu'un club de Pro D2 ne puisse disputer sa saison dans deux stades différents. De plus, d’autres obstacles demeurent. Ainsi, la section football du Stade bordelais a installé des panneaux publicitaires différents de ceux du rugby. D’autre part, il n’y a pas de loges partenaires à Bègles contrairement au Bouscat tandis qu'il y a une billetterie automatique à Bègles et pas au Bouscat. Lors de la deuxième saison, il a été décidé que les matchs de l'équipe première auraient lieu à Bègles, alors que ceux de l'équipe espoir se dérouleraient au Bouscat.
À l'occasion de la montée du club en Top 14 (saison 2011-2012), il a été décidé que les matchs seraient partagés entre le Stade André Moga (à Bègles) et le stade Chaban-Delmas (à Bordeaux).
Lors de la saison 2012-2013, huit matchs sont joués au stade Chaban-Delmas. Les sept autres matchs sont joués au stade André Moga, où une nouvelle tribune modulaire de 1 665 places est construite pour augmenter la capacité limitée du stade.
Lors de la saison 2013-2014, l'UBB joue de nouveau huit matches de Top 14 au stade Chaban-Delmas (et un de l'Amlin Cup). Les cinq autres rencontres de Top 14 et les deux autres matchs de Challenge européen se jouent au stade André Moga.
Lors de la saison 2014-2015, l'UBB joue dix matches de  Top 14 au stade Chaban-Delmas et trois au stade André Moga. Cette saison préfigure la suivante (2015-2016), où l'UBB devient le club résidant du stade Chaban-Delmas.
Les joueurs de l'UBB jouent leur dernier match au stade Moga le 9 mai 2015 contre Oyonnax.

#### Stade Chaban-Delmas
Jouer au stade Chaban-Delmas a permis à l'UBB d'augmenter son affluence et ses recettes,.
Comme les Girondins de Bordeaux quittent en mai 2015, le stade Chaban-Delmas pour le nouveau stade de Bordeaux, dans le quartier de Bordeaux-Lac, les dirigeants du club, notamment le président Laurent Marti, ont œuvré pour que le stade Chaban-Delmas devienne le terrain de l'Union Bordeaux Bègles,. Alain Juppé, maire de Bordeaux et Noël Mamère, maire de Bègles, se sont mis d'accord, le 18 avril 2014, pour que l'UBB s'installe au stade Chaban-Delmas en 2015. Ce dernier devient le stade de l'UBB en 2015. Reste en réflexion, un projet de jauge réduite à 25 000 places avec des travaux qui débuteraient en  2018. En juin 2015, le projet de l'architecte Pierre Ferret est choisi. Cependant, ce projet ne verra jamais le jours,  suite aux protestations, Alain Juppé met un terme aux rénovations. Après des travaux pour renforcer la structure de la partie supérieure du virage nord, qui a contraint le stade à ne pouvoir accueillir plus qu'environ 28000 personnes lors de la saison 2023-2024, sa capacité est désormais de 32 215 places.

#### Stade Bordeaux Atlantique
L'UBB s'engage à jouer les trois matchs les plus importants au stade Matmut-Atlantique à partir de la saison 2015-2016 et ce pour trois ans. Durant les saisons 2018-2019 et 2019-2020, le club ne délocalise plus qu'une seule affiche dans ce stade. Ces deux saisons, c'est le "derby de l'Atlantique" contre La Rochelle qui s'est tenu au Matmut Atlantique. Aucun match n'a été délocalisé les deux saisons suivantes, en raison d'une rentabilité insuffisante de ces matchs. Depuis la saison 2022-2023, le club joue à nouveau une rencontre de championnat au Matmut Atlantique, contre La Rochelle pour la première saison puis contre Toulouse pour les deux suivantes, affichant guichet fermé lors de chaqune des trois rencontres. Pour la saison 2025-2026 l'UBB y jouera deux matchs de top 14. Durant la saison 2023-2024, ce stade est choisi pour accueillir les demis-finales de Top 14 dont notamment celle remportée par l'UBB contre le Stade Français (22-20). Le 4 mai 2025, le stade accueille la demi-finale de Champions Cup remporté par l'Union Bordeaux Bègles contre Toulouse (35-18).

### Centre de formation et d'entraînement
Le centre de formation de l'Union Bordeaux Bègles, créé en 1999 et situé dans l'enceinte du stade André-Moga à Bègles, comprend un bâtiment spécialement construit à cet effet avec des installations sportives et un internat. Il s'adresse aux joueurs de 17 à 23 ans possédant un très bon niveau. Le CA Bègles a été le premier club de rugby professionnel à obtenir l'agrément du Ministère de la Jeunesse et des Sports pour son centre de formation en 2002. Ce dernier est également agréé par la Fédération française de rugby et la Ligue nationale de rugby. De nombreux joueurs sont sortis du centre de formation et jouent dans des équipes de Top 14 et Pro D2.
En 2013, un centre d'entraînement pour les joueurs professionnels de l'Union Bordeaux Bègles est aménagé dans l'enceinte du Stade André Moga. Il s’étend sur 660 m2. À l’intérieur, on trouve une salle de musculation de 400 m2, une salle de soins de 60 m2, une salle vidéo et les bureaux des entraîneurs.
À l'extérieur, il y a un terrain synthétique de 250 m2 qui permet aux joueurs de répéter les touches et d’effectuer de la récupération et une piste au revêtement spécifique composée de deux couloirs de 30 mètres.
Un projet d'agrandissement et de rénovation du stade André Moga, dans le cadre de Bordeaux-Euratlantique, était défendu par Noël Mamère, maire de Bègles. Il avait pour objectif d'en faire un stade de 14 000 places. À la suite de l'accord trouvé entre Alain Juppé et Noël Mamère pour que l'UBB joue à Chaban-Delmas à partir de 2015, il est prévu que le stade Moga soit aménagé et devienne « un magnifique centre d’entraînement et de formation, digne des plus grands clubs », comme le souhaite le président du club, Laurent Marti.

### Supporters
L'Union Bordeaux Bègles, compte en 2022 cinq associations de supporters, qui sont par ordre chronologique :
- les Burdigalais (02/2007) ;
- les Ovaliens (01/2015) ;
- les UBB Angels (04/2015) ;
- les United BB, anciennement Ultras BB (31/12/2015);
- les UBB Fanes (26/08/2020).

Ces associations de supporters sont reconnues par le club, mais aucunement officielles, car non subventionnées par ce dernier.

## Personnalités du club

### Effectif 2025-2026
| Nom                       | Naissance         | Nationalité sportive | Sélections | Club précédent        | Arrivée au club |
| Talonneurs                | Talonneurs        | Talonneurs           | Talonneurs | Talonneurs            | Talonneurs      |
| ------------------------- | ----------------- | -------------------- | ---------- | --------------------- | --------------- |
| Gaëtan Barlot             | 13 avril 1997     | France               | 12 (0)     | Castres olympique     | 2025            |
| Maxime Lamothe            | 3 octobre 1998    | France               | -          | Formé au club         | 2018            |
| Connor Sa                 | 22 janvier 2002   | France               | -          | Formé au club         | 2022            |
| Piliers                   |                   |                      |            |                       |                 |
| Zinédine Aouad            | 3 mai 2005        | France               | -          | Biarritz olympique    | 2023            |
| Ugo Boniface              | 21 juillet 1998   | France               | -          | Aviron bayonnais      | 2022            |
| Sipili Falatea            | 4 juillet 1997    | France               | 14 (5)     | ASM Clermont          | 2022            |
| Louis Mary                | 12 janvier 2000   | France               | -          | US Dax                | 2025            |
| Matis Perchaud            | 17 septembre 2002 | France               | -          | Aviron bayonnais      | 2024            |
| Jefferson Poirot          | 1er novembre 1992 | France               | 36 (5)     | CA Brive              | 2012            |
| Carlü Sadie               | 7 mai 1997        | Afrique du Sud       | -          | Sharks                | 2023            |
| Ben Tameifuna             | 30 novembre 1991  | Tonga                | 39 (20)    | Racing 92             | 2020            |
| Deuxièmes lignes          |                   |                      |            |                       |                 |
| Cyril Cazeaux             | 10 février 1995   | France               | 4 (0)      | US Dax                | 2015            |
| Adam Coleman              | 7 novembre 1991   | Tonga                | 5 (0)      | London Irish          | 2023            |
| Jonny Gray                | 14 mars 1994      | Écosse               | 81 (20)    | Exeter Chiefs         | 2024            |
| Jacques Nguimbous         | 11 janvier 2005   | France               | -          | Formé au club         | 2025            |
| Boris Palu                | 4 février 1996    | France               | 2 (0)      | Racing 92             | 2025            |
| Troisièmes lignes aile    |                   |                      |            |                       |                 |
| Pierre Bochaton           | 17 avril 2001     | France               | 2 (0)      | US bressane           | 2021            |
| Tiaan Jacobs              | 16 août 2004      | Afrique du Sud       | -          | Biarritz olympique    | 2024            |
| Lachlan Swinton           | 16 janvier 1997   | Australie            | 7 (0)      | Waratahs              | 2024            |
| Bastien Vergnes-Taillefer | 13 juin 1997      | France               | 1 (0)      | Colomiers Rugby       | 2021            |
| Cameron Woki              | 7 novembre 1998   | France               | 33 (15)    | Racing 92             | 2017            |
| Troisièmes lignes centre  |                   |                      |            |                       |                 |
| Jean-Luc du Preez         | 5 août 1995       | Afrique du Sud       | 14 (10)    | Sale Sharks           | 2025            |
| Marko Gazzotti            | 24 septembre 2004 | France               | 1 (0)      | FC Grenoble           | 2023            |
| Temo Matiu                | 20 juin 2001      | France               | -          | Biarritz olympique    | 2024            |
| Demis de mêlée            |                   |                      |            |                       |                 |
| Maxime Lucu               | 12 janvier 1993   | France               | 30 (12)    | Biarritz olympique    | 2019            |
| Martin Page-Relo          | 14 mars 1994      | Italie               | 18 (28)    | Lyon OU               | 2025            |
| Valentin Hutteau          | 26 juin 2007      | France               | -          | RC Massy              | 2025            |
| Demis d'ouverture         |                   |                      |            |                       |                 |
| Joey Carbery              | 1er novembre 1995 | Irlande              | 37 (164)   | Munster               | 2024            |
| Matthieu Jalibert         | 6 novembre 1998   | France               | 35 (89)    | Formé au club         | 2017            |
| Centres                   |                   |                      |            |                       |                 |
| Nicolas Depoortère        | 13 janvier 2003   | France               | 4 (0)      | Formé au club         | 2023            |
| Rohan Janse van Rensburg  | 11 septembre 1994 | Afrique du Sud       | 1 (0)      | Yokohama Canon Eagles | 2024            |
| Yoram Moefana             | 18 juillet 2000   | France               | 36 (30)    | Colomiers Rugby       | 2019            |
| Pablo Uberti              | 19 octobre 1997   | France               | -          | FC Grenoble           | 2020            |
| Ailiers                   |                   |                      |            |                       |                 |
| Louis Bielle-Biarrey      | 19 juin 2003      | France               | 19 (90)    | FC Grenoble           | 2021            |
| Xan Mousques              | 18 novembre 2005  | France               | -          | Aviron bayonnais      | 2025            |
| Salesi Rayasi             | 25 septembre 1996 | Fidji                | 2 (5)      | RC Vannes             | 2025            |
| Arthur Retière            | 1er août 1997     | France               | 1 (0)      | Stade toulousain      | 2024            |
| Damian Penaud             | 25 septembre 1996 | France               | 56 (190)   | ASM Clermont          | 2023            |
| Arrières                  |                   |                      |            |                       |                 |
| Romain Buros              | 31 juillet 1997   | France               | 1 (5)      | Section paloise       | 2018            |
| Jon Echegaray             | 9 juin 2005       | France               | -          | Biarritz olympique    | 2023            |

### Staff technique 2024-2025
- Yannick Bru : manager général
- Noel McNamara : entraîneur de l'attaque
- Shaun Sowerby : entraîneur de la touche
- Christophe Laussucq : entraîneur de la défense
- Jean-Baptiste Poux : entraîneur de la mêlée
- Heini Adams : skills
- Thibault Giroud : directeur de la performance
- Alexandre Gillot : team manager
- Ludovic Loustau : préparateur physique
- Aurélien Cologni : consultant sur les attitudes au contact
- Alphonse Miralles : coordinateur sportif

### Joueurs emblématiques de l'UBB
2006 à aujourd'hui
- Darly Domvo
- Johan Aliouat
- Julien Audy
- Lionel Beauxis
- Charles Brousse
- Jean-Marcellin Buttin
- Nicolas Decamps
- Laurent Delboulbès
- Benjamin Fall
- Laurent Ferrères
- Loann Goujon
- Sofiane Guitoune
- Matthieu Jalibert
- Maxime Lucu
- Damian Penaud
- Louis Bielle-Biarrey
- Adam Jaulhac
- Thibault Lacroix
- Raphael Lagarde
- Félix Le Bourhis
- Julien Le Devedec
- Camille Lopez
- Maxime Machenaud
- Louis-Benoît Madaule
- Brice Monzeglio
- Miroslav Nemecek
- Jean-Baptiste Poux
- Julien Rey
- Baptiste Serin
- Julien Seron
- Charlie Ternisien
- François Tisseau
- Josh Jackson
- Martin Jágr
- Robert Voves
- Apisai Naqalevu
- Semi Radradra
- Metuisela Talebula
- Joe Vakacegu
- Ben Volavola
- Silviu Florea
- Heini Adams
- Berend Botha
- Steven Kitshoff
- Ole Avei
- Daniel Leo
- Albert Patrick Toetu
- Taiasina Tuifu'a
- Féao Latu
- Saia Fekitoa
- Seti Filo
- Vungakoto Lilo
- Andrew Ma'ilei
- Matthew Clarkin
- Hugh Chalmers
- Hikairo Forbes
- Gerard Fraser
- Simon Hickey
- Bruce Reihana
- Seta Tamanivalu
- Adam Ashley-Cooper
- Blair Connor
- Leroy Houston
- Sekope Kepu
- Justin Purll
- Cameron Treloar
- Rafaël Carballo
- Nicolas Sanchez
- Santiago Cordero
- Beñat Auzqui
- Franck Labbe
- Karolis Navickas
- Vadim Cobîlaș

### Internationaux français
Liste les joueurs qui ont porté le maillot de l'équipe de France de rugby alors qu'ils évoluaient sous les couleurs du club.

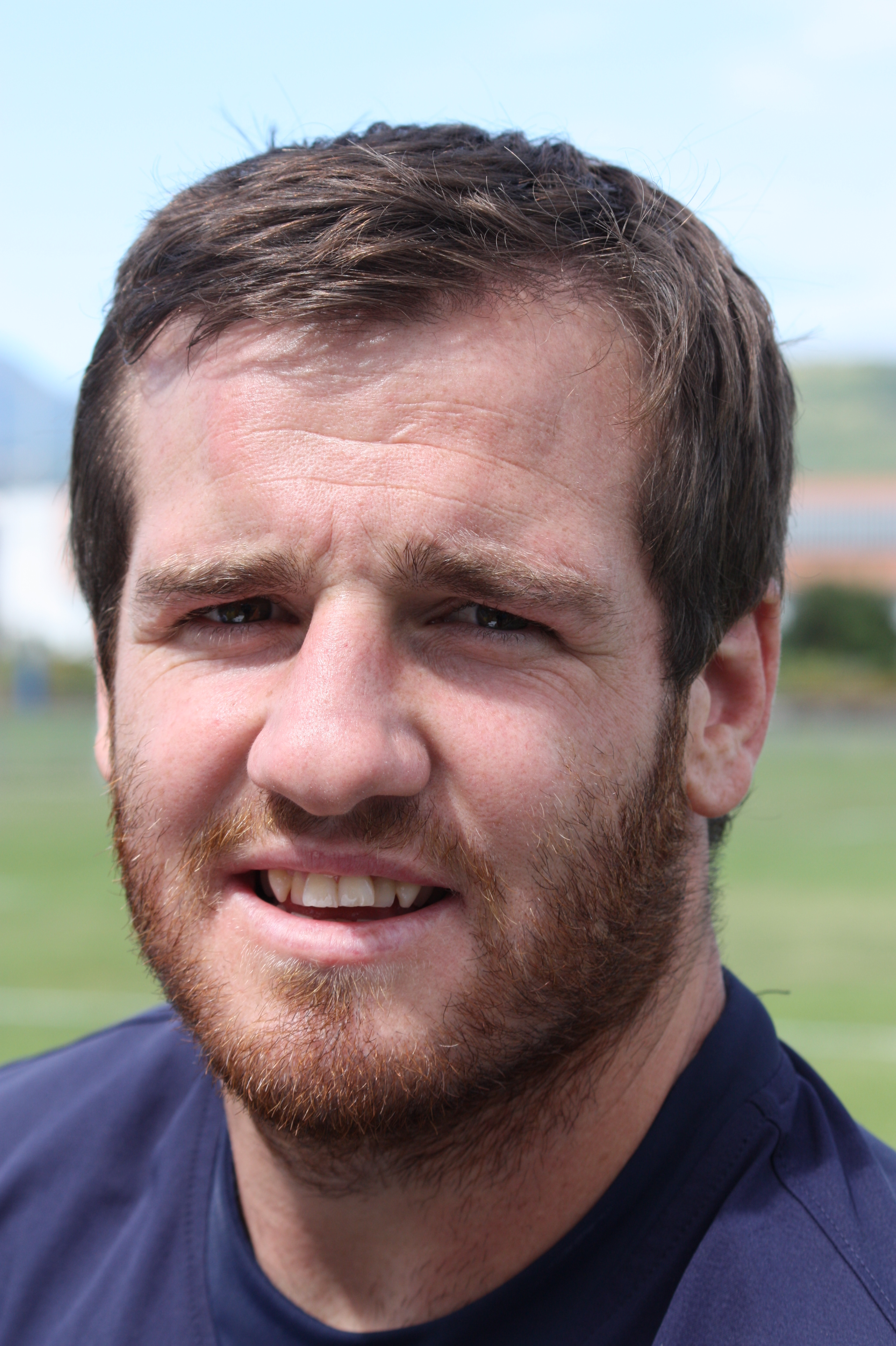
Camille Lopez
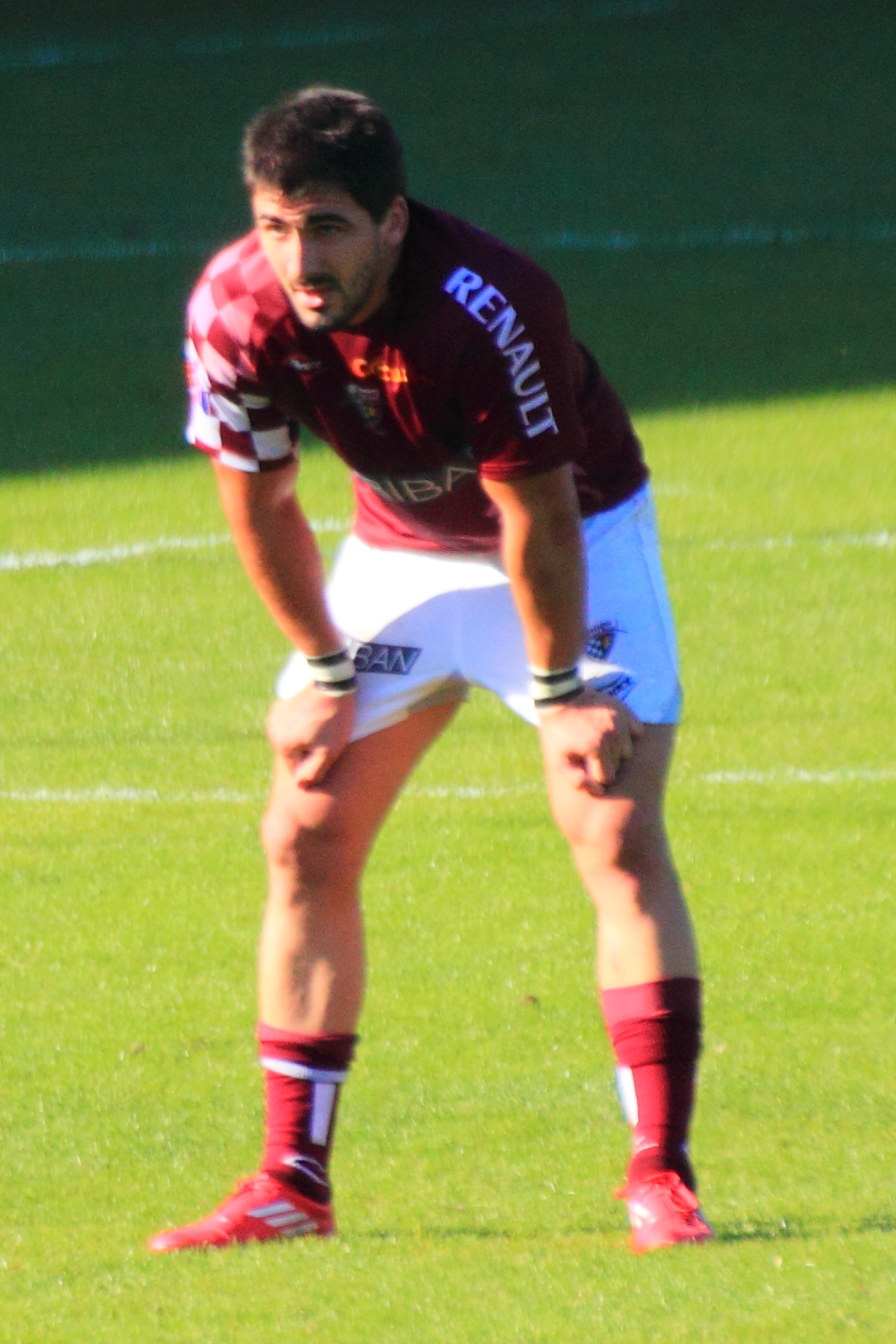
Félix Le Bourhis
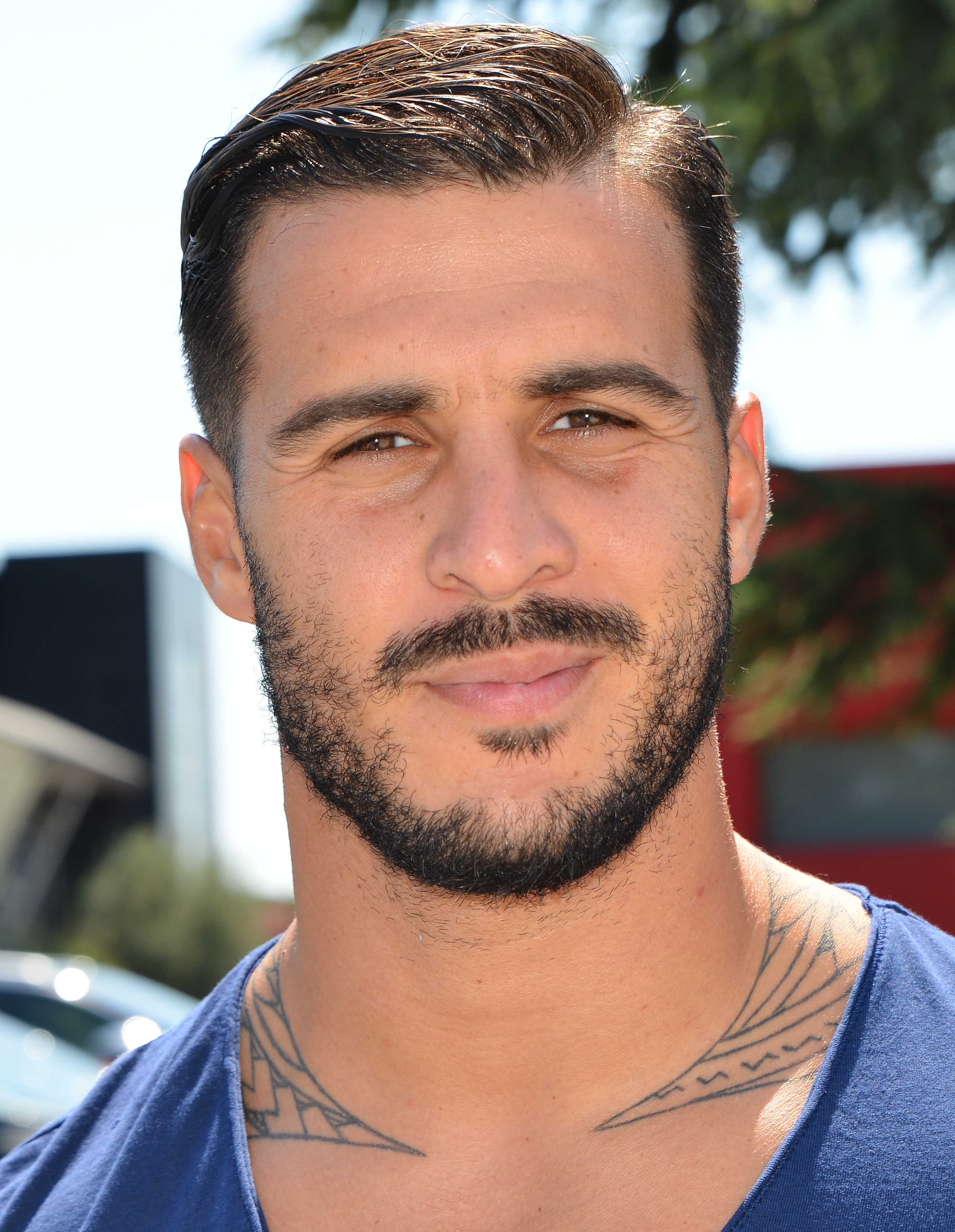
Sofiane Guitoune
- Loann Goujon
- Julien Rey
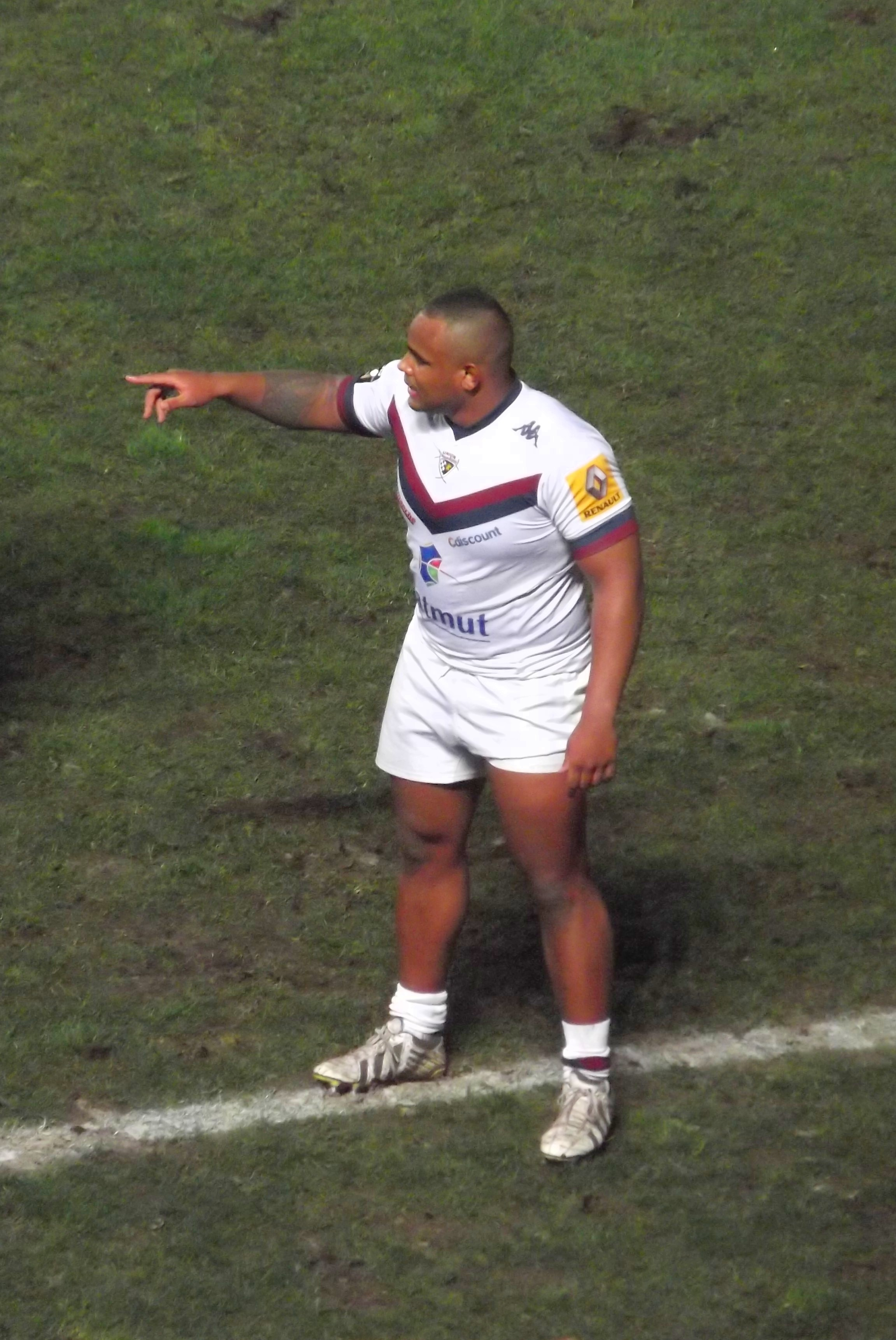
Jefferson Poirot
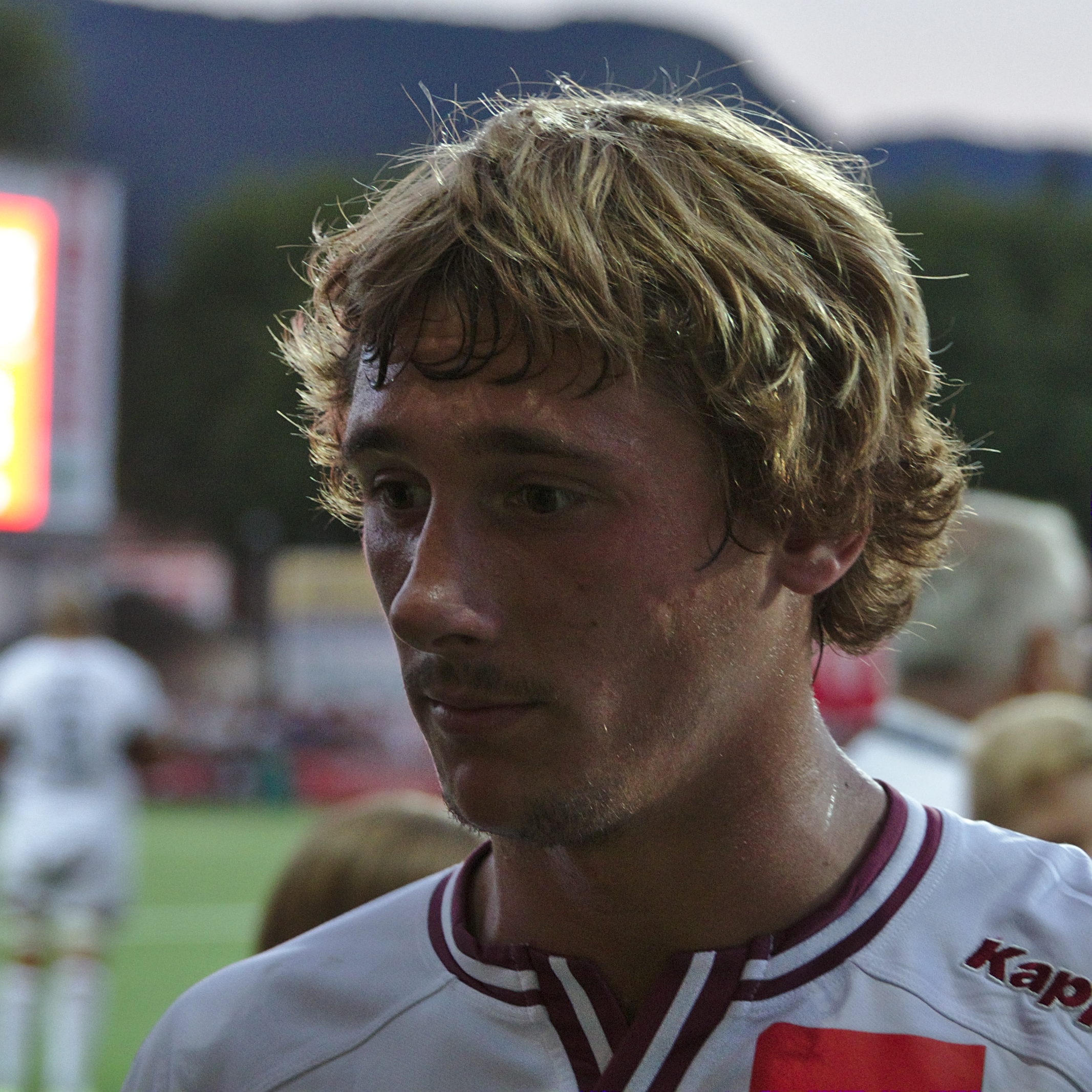
Baptiste Serin
- Clément Maynadier
- Nans Ducuing
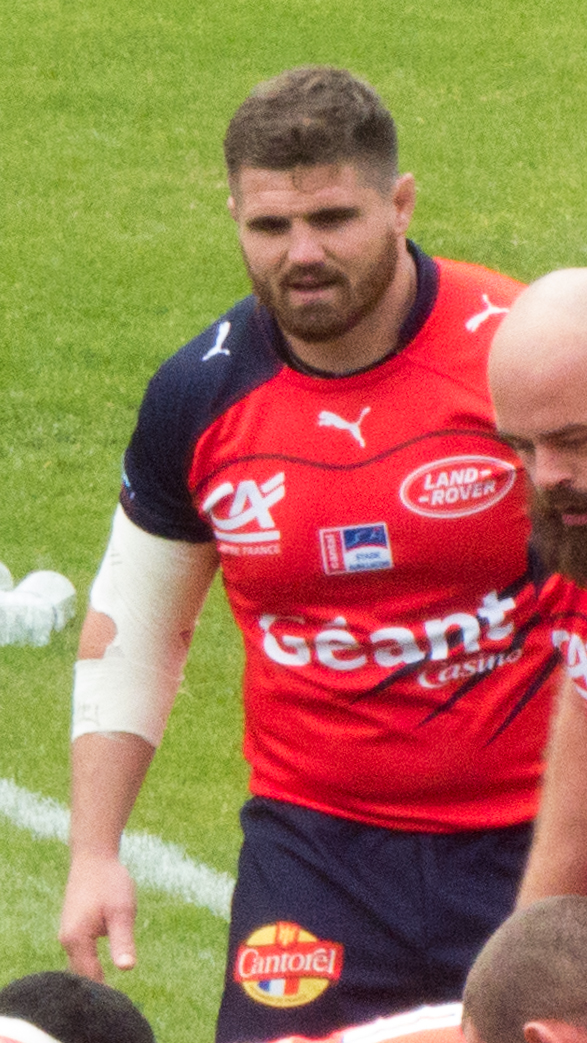
Adrien Pélissié
- Marco Tauleigne
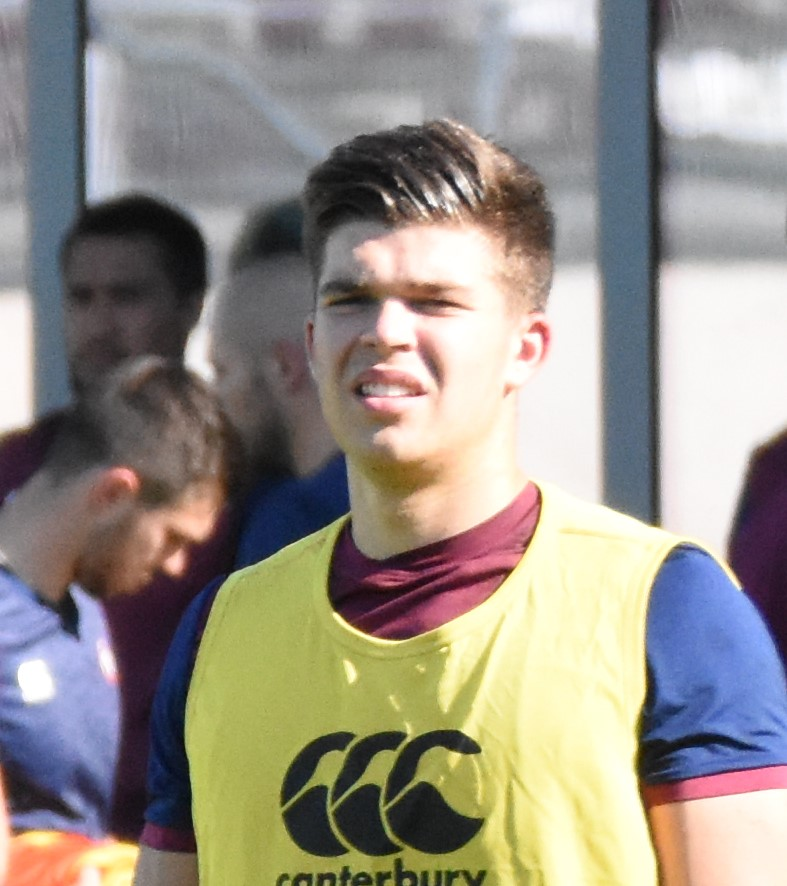
Matthieu Jalibert
- Cameron Woki
- Cyril Cazeaux
- Yoram Moefana
- Maxime Lucu
- Sipili Falatea
- Louis Bielle-Biarrey
- Damian Penaud
- Nicolas Depoortère
- Romain Buros
- Marko Gazzotti
- Gaëtan Barlot
- Pierre Bochaton
- Bastien Vergnes-Taillefer

- Camille Lopez
- Félix Le Bourhis
- Sofiane Guitoune
- Jefferson Poirot
- Baptiste Serin
- Adrien Pélissié
- Matthieu Jalibert

### Entraîneurs
| Période               | Manager                         | Adjoint(s) | Titres                                  |
| --------------------- | ------------------------------- | --- | --------------------------------------- |
| 2006-2007             | Patrick Laporte                 | Patrick Vergé (avants) |                                         |
| 2007-2009             | Patrick Laporte                 | Frédéric Garcia (avants) |                                         |
| 2009-2010             | Marc Delpoux                    | Frédéric Garcia (avants) Vincent Etcheto (arrières) |                                         |
| 2010-2012             | Marc Delpoux                    | Laurent Armand (avants) Vincent Etcheto (arrières) | Vainqueur barrage accession Top 14 2011 |
| 2012-2015             | Raphaël Ibañez                  | Régis Sonnes (avants) Vincent Etcheto (arrières) Joe Worsley (défense) |                                         |
| 2015-2016             | Raphaël Ibañez                  | Régis Sonnes (avants) Émile Ntamack (arrières) Joe Worsley (défense) Bruce Reihana (performance)                                                                                |                                         |
| 2016-mars 2017        | Raphaël Ibañez                  | Jacques Brunel (avants) Émile Ntamack (arrières) Joe Worsley (défense) Bruce Reihana (performance) Heini Adams (skills)                                                         |                                         |
| Mars 2017-2017        | Jacques Brunel                  | Jean-Baptiste Poux et Tom Palmer (entraîneurs-joueurs, responsables des avants) Émile Ntamack (arrières) Joe Worsley (défense) Bruce Reihana (performance) Heini Adams (skills) |                                         |
| 2017-31 décembre 2017 | Jacques Brunel                  | Jeremy Davidson (avants) Rory Teague (arrières) Joe Worsley (défense) Heini Adams (skills)                                                                                      |                                         |
| 4 janvier 2018-2018   | Rory Teague                     | Jeremy Davidson (avants) Joe Worsley (défense) Heini Adams (skills) |                                         |
| 2018-12 novembre 2018 | Rory Teague                     | Luke Narraway (avants) Joe Worsley (défense) Jean-Baptiste Poux (mêlée) Heini Adams (skills) Brock James (jeu au pied)                                                          |                                         |
| 2018-2019             | Joe Worsley                     | Luke Narraway (avants) Jean-Baptiste Poux (mêlée) Brock James (arrières) |                                         |
| 2019-2022             | Christophe Urios                | Julien Laïrle (avants et défense) Frédéric Charrier (arrières) Jean-Baptiste Poux (mêlée) Heini Adams (skills)                                                                  |                                         |
| 2022-2023             | Julien Laïrle Frédéric Charrier | Jean-Baptiste Poux (mêlée) Heini Adams (skills) |                                         |
| À partir de 2023      | Yannick Bru                     | Noël McNamara (attaque) Akvsenti Giorgadze (avants) Christophe Laussucq (défense) Jean-Baptiste Poux (mêlée) Heini Adams (skills)                                               |                                         |

### Présidents

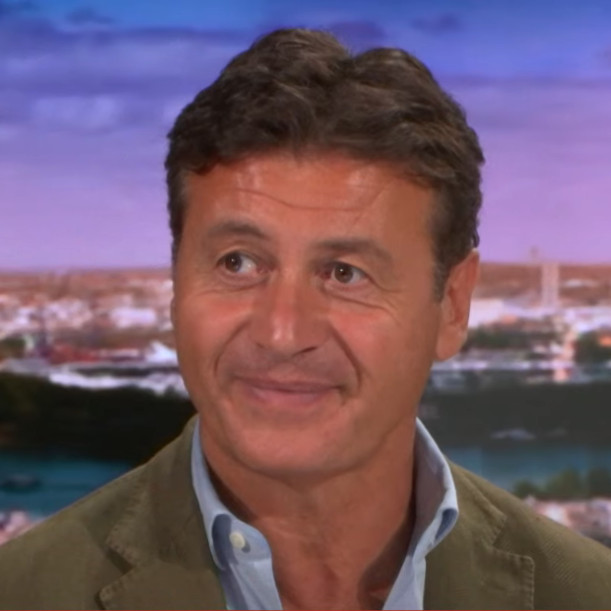
Laurent Marti, ci-contre en 2020, prend la présidence du club en 2007.

- 2006-2007 : Frédéric Martini
- Depuis 2007 : Laurent Marti

## Popularité

### Affluence
Au début du club, en  Pro D2, l'affluence peine bien souvent à dépasser les 3 500 spectateurs par matches. Après la première année où la moitié des rencontres sont jouées à Sainte-Germaine, l'équipe joue tous ses matchs au stade André Moga. Seule exception, le derby contre  Agen disputé en 2010 au stade Chaban-Delmas devant 20 158 personnes, établissant le record d'affluence de l'époque pour un match de Pro D2.
Avec la remontée du club en Top 14 et la multiplication des matches à Chaban-Delmas, l'UBB se découvre un public beaucoup plus nombreux.
Avec 187 630 spectateurs en 13 matches, l'UBB totalise la quatrième meilleure affluence de la saison régulière du  Top 14 2011-2012 derrière Clermont, le Stade toulousain et le Stade Français.
Lors de la saison  2012-2013, grâce aux matchs joués au stade Chaban-Delmas, l'UBB termine à la deuxième place de ce classement, juste derrière le Stade toulousain, confirmant que le rugby est bel et bien de retour sur le plan local comme national.
Lors de la saison  2013-2014, l'UBB remporte le pari de son président Laurent Marti, et termine meilleure affluence de Top 14 avec 254 092 spectateurs devant le RC Toulon (241 652).
Lors de la saison  2014-2015, l'UBB bat le record d'affluence de Top 14 et d'Europe avec 308 155 spectateurs.
Lors de la saison 2019-2020 de Top 14, lors de la réception de La Rochelle, au Matmut Atlantique de Bordeaux, le club joue son match devant un nombre record de 38 503 spectateurs sur un match.
Lors de la saison 2022-2023, l'UBB atteindra les 42115 spectateurs contre La Rochelle, soit le maximum possible au Matmut Atlantique de Bordeaux. Ce record est égalé lors des réceptions de Toulouse les deux saisons suivantes en phase régulière du Top 14.
Lors de la saison 2024-2025, le nombre d'abonnés atteint le record historique de 17328 personnes. Le club joue à guichet fermé toute la saison.
Lors de la même saison, le club bat largement son affluence moyenne en Top 14 avec 32864 spectateurs par matchs.

### Média
Deux radios locales girondines diffusent l’intégralité des matchs de l’Union Bordeaux Bègles :  ARL Aquitaine Radio Live, France Bleu Gironde sont les radios officielles du club. Plusieurs émissions radiophoniques évoquent l’Union Bordeaux Bègles telles que « 100% UBB » sur France Bleu Gironde (100.1 FM) (tous les soirs du lundi au vendredi - 18h00 - 18h30), ARL Aquitaine Radio Live (96.2 FM à Bordeaux, 95.9 FM à Libourne) a son émission hebdomadaire, « Top UBB » tous les jeudis de 19h00 à 19h45. L’Union Bordeaux Bègles est également dans « Top rugby » le magazine de l'UBB présenté par Mathieu Dal’zovo sur TV7 Bordeaux.